# Affaire Léo Taxil

Affiche publicitaire pour Les Mystères de la Franc-maçonnerie, l'un des ouvrages antimaçonniques de Léo Taxil (1896).

 (octobre 2020).
- Si vous ne connaissez pas le sujet, laissez ce bandeau (vous pouvez alors contacter les auteurs).
- Si vous supprimez le contenu mis en cause (vous pouvez préalablement contacter les auteurs),

argumentez précisément cette suppression dans la page de discussion
(un manque de référence n'est pas un argument ; une recherche réelle de référence doit avoir été effectuée, être formellement documentée).
L'affaire Léo Taxil (parfois nommée mystification de Léo Taxil ou canular de Taxil) est une imposture antimaçonnique française qui débuta en 1885 et se poursuivit jusqu'en 1897. Son auteur, Marie Joseph Gabriel Antoine Jogand-Pagès alias Léo Taxil, conçut une mystification qui visait à discréditer la franc-maçonnerie et à duper l'Église catholique.
Léo Taxil était un journaliste et écrivain connu pour son anticléricalisme violent, qui se fit connaître par des publications qui suscitèrent de nombreux scandales. Il fut affilié à la franc-maçonnerie, mais après en avoir été exclu, il garda un fort ressentiment contre cette fraternité. Il fit une volte-face spectaculaire en 1885, quand il abjura tous ses écrits et annonça sa conversion au catholicisme.
Rejoignant l’Église, Léo Taxil se fit un adversaire résolu de la franc-maçonnerie, dont les représentants étaient influents dans les gouvernements de la Troisième République. Dans une optique principalement politique, il commença sa mystification par des ouvrages complotistes antimaçonniques prétendant dévoiler des secrets de la fraternité, souvent déjà publiés, et parfois inventés.
En raison de son expérience d’écrivain anticlérical, Taxil savait suivre les tendances du moment pour en faire des succès d’édition, il exploita donc la curiosité du public pour l’occultisme et le satanisme. Le satanisme devint au fil des années le thème central de la mystification : il formula d’abord des accusations vagues contre les maçons des hauts grades, avant d’élaborer progressivement le Palladium, une organisation dirigeant secrètement la franc-maçonnerie dans le monde entier. Le Palladium était conçu comme une véritable religion du diable, construite en miroir inversé du christianisme : il avait son clergé, ses sanctuaires, ses doctrines, ses rituels, ses miracles, son livre sacré et son messie — l’Antichrist — devant accomplir des prophéties eschatologiques. Faisant une place croissante au surnaturel, les récits décrivaient de manière récurrente l’apparition de démons, leur reproduction avec des humains et autres prodiges attribués au diable. Toutes ces révélations blasphématoires avaient un public catholique convaincu de la sincérité de Léo Taxil.
Pour faire passer auprès du public des thèses de moins en moins crédibles, Léo Taxil utilisa de multiples pseudonymes (Adolphe Ricoux, E. Viator) et fit relayer ses inventions par des auteurs complices ou dupés par lui (Domenico Margiotta, Leo Meurin). Parmi ces auteurs, réels ou fictifs, figuraient plusieurs anciens maçons « convertis » au catholicisme, dont la conversion était soigneusement mise en scène auprès du public catholique.
Cette littérature volumineuse — environ 10 000 pages imprimées dans des livres et revues — s’est inspirée d’une multitude d’ouvrages antérieurs dans les domaines de la démonologie (Joseph Bizouard, Alexis Berbiguier), de l’occultisme (Éliphas Lévi) et l’antimaçonnisme (Paul Rosen, Louis-Gaston de Ségur, Jacques-François Lefranc). Elle opérait un syncrétisme entre des thèses très diverses et souvent contradictoires : ainsi Taxil attribua tour à tour les origines de la franc-maçonnerie au protestantisme, au socinianisme, aux Templiers, aux gnostiques, aux Assassins ou aux alchimistes de la Rose-Croix.

## Histoire

### Contexte
L'antimaçonnisme est une tendance marquée dans les milieux catholiques depuis le XVIIIe siècle. La franc-maçonnerie était attaquée par le Saint-Siège tout comme par des auteurs catholiques écrivant en leur propre nom, sur la base de griefs variés : suspicion d’hérésie, dénonciation de complots ou même l’adoration du Diable.
En 1738, Clément XII publia la bulle In eminenti apostolatus specula, qui considérait les francs-maçons comme suspects en raison des serments faits sur le secret de leurs activités maçonniques. La bulle interdisait aux catholiques de s’associer à la franc-maçonnerie ou même de lui apporter la moindre assistance, sous peine d’excommunication. Un édit des États pontificaux de l’année suivante prévoyait la condamnation à mort pour les mêmes motifs. La bulle Providas romanorum, émise par Benoît XIV en 1751 renouvelait la condamnation de la franc-maçonnerie au motif que celle-ci faisait s’associer des hommes de différentes religions.
Après la Révolution française, l’abbé Augustin Barruel développa l’idée du complot maçonnique dans ses Mémoires pour servir à l'histoire du jacobinisme. Sous une optique essentiellement politique, il estimait que la Révolution était un complot fomenté par les francs-maçons, qu’il pensait être des ennemis acharnés de l’Église et de la monarchie.
Tout au long du XIXe siècle, l’Église tira de nouvelles salves contre la franc-maçonnerie à cause de ses liens avec le carbonarisme, un mouvement initiatique et secret, qui militait pour l’unification de l'Italie, et était donc en conflit ouvert avec les États pontificaux. Léon XII, Pie V, Grégoire XVI et Pie IX ont condamné chacun à leur tour les sociétés secrètes, carbonarisme et franc-maçonnerie, comme foyers de subversion.
À la fin du XIXe siècle, l’antimaçonnisme catholique assimile couramment franc-maçonnerie à Satan. Cette accusation de satanisme peut se comprendre de deux manières : étant déclarés ennemis de la religion par les catholiques, les francs-maçons serviraient les intérêts du Diable, ou bien les francs-maçons adoreraient réellement l’esprit du mal.
La première vision est appuyée par l’épître Scite profecto du 14 juillet 1873, puis dans l’encyclique Humanum genus de Léon XIII (1884), laquelle divise le monde en deux camps : le premier « est le royaume de Dieu sur la terre », le second est appelé « royaume de Satan » et regroupe « les fauteurs du mal […] coalisés dans un immense effort, sous l’impulsion et avec l’aide d’une Société répandue en un grand nombre de lieux et fortement organisée, la Société des francs-maçons ».
Certains auteurs avant Taxil ont affirmé l’existence d'un culte satanique chez les francs-maçons. L’évêque Louis-Gaston de Ségur, dans Les francs-maçons, ce qu’ils sont, ce qu’ils font, ce qu’ils veulent (1867), mentionnait une « haute-maçonnerie » secrète, où l’on n’était admis qu’après avoir commis un meurtre pour la société secrète, et dont le rituel d’initiation comprenait la profanation d’hosties. Emmanuel Chabauty, chanoine et essayiste antisémite, écrivait en 1880 que les francs-maçons se livraient aux pratiques magiques de la Kabbale et invoquaient les démons.
Les ouvrages de Paul Rosen ont pu servir d'inspiration à Léo Taxil. Cet ancien rabbin et franc-maçon se convertit au catholicisme, il prétendait révéler les secrets de la franc-maçonnerie. Rosen mêlait d'authentiques documents maçonniques à des rituels issus de divers courants ésotériques et à ses propres inventions. Selon lui, la franc-maçonnerie avait une direction mondiale à Berlin et l’initiation n’avait d’autre but que de mener les maçons à reconnaître Satan comme le vrai dieu.

### Conversion de Taxil

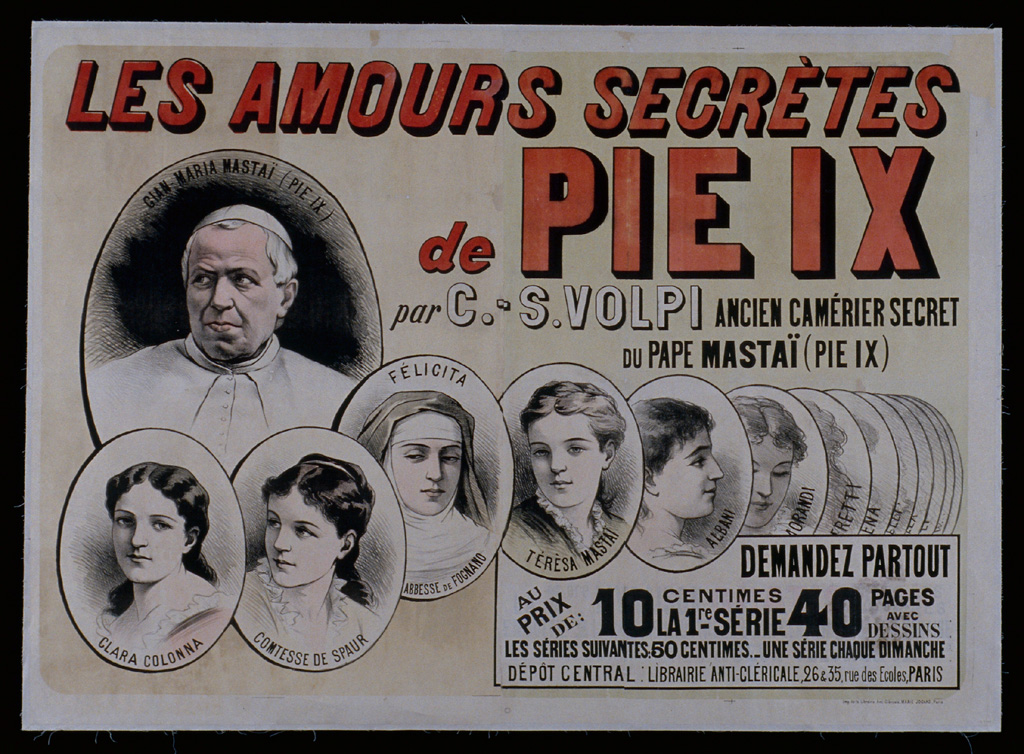
Affiche publicitaire pour Les Amours secrètes de Pie IX, roman de Léo Taxil publié par la Librairie-Anticléricale.

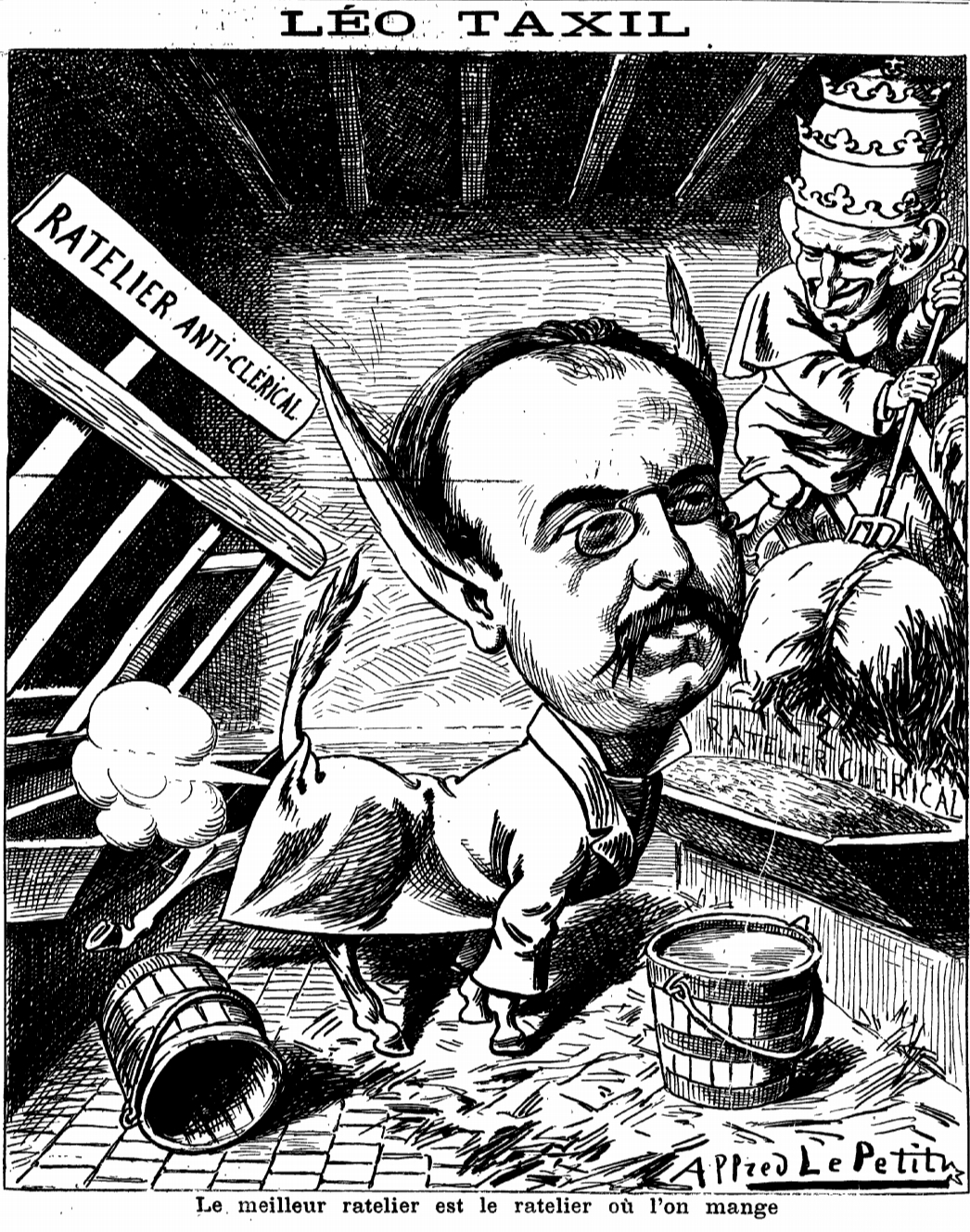
La conversion de Léo Taxil caricaturée par Le Grelot.

Affiche publicitaire pour Les amours secrètes de Pie IX, roman de Léo Taxil, publié par la Librairie-Anticléricale
Gabriel Jogand-Pagès est issu de la petite bourgeoisie catholique de Marseille, né en 1854 dans une famille de quincaillers profondément catholiques. À l’âge de quatorze ans, il s’éloigna de la religion et adhéra aux idées radicales d’Henri Rochefort, qui publiait le journal satirique clandestin La Lanterne. Rêvant de rejoindre Rochefort dans son exil à Bruxelles, il fugua avec son frère ainé, mais fut interpellé par la gendarmerie de Barrême. Son père décida le faire interner dans la colonie pénitentiaire de Mettray, où il ne passa que deux mois, mais « jura à la religion une haine éternelle », pensant que la décision de son père était due à ses amis catholiques.
Après son expulsion du lycée pour indiscipline le jeune Jogand-Pagès commença une carrière de journaliste et adopta le pseudonyme de Léo Taxil. Plus tard, il s’établit à Paris, il se fit remarquer pour ses pamphlets et romans anticléricaux ; ses détracteurs estimaient qu’il n’avait pas de talent littéraire particulier,, mais il s’imposait par son goût du scandale, ses récits sensationnels et volontiers mensongers ou pornographiques. Il attaquait la religion à travers ses ministres et à travers ses dogmes, dans une Bible amusante ou une Vie de Jésus qui insultaient les sentiments religieux des catholiques. Non seulement auteur, il dirigea un journal l’Anti-clérical, se fit éditeur avec sa Librairie Anti-cléricale, installée dans le quartier latin, et contribua à fonder la Ligue anticléricale, qui comptait environ 17 000 membres dans les années 1880. Il envoya un de ses romans, Le fils du jésuite au pape Léon XIII, ainsi dédicacé : « en formant les vœux les plus sincères pour la chute prochaine et définitive de la Papauté. Léo Taxil, baptisé malgré lui. » Cette provocation lui valut d’être excommunié par la Congrégation de l’Index en décembre 1879. Son roman le plus scandaleux, Les amours secrètes de Pie IX- le pape était décédé en 1878 -, fut publié sous le pseudonyme de Carlo Sebastiona Volpi, « ancien camérier secret du pape Mastaï », il s’en disait simplement éditeur, même s’il est considéré comme son auteur. Ce roman, qui prétendait comme d’autres raconter les débauches de l’Église, en attribuant de nombreuses maîtresses au pape défunt, lui valut son plus important procès : Girolamo Mastaï, neveu du souverain pontife, l’attaqua en diffamation et obtint 60 000 francs de dommages-intérêts en décembre 1881.
Léo Taxil fut initié à la franc-maçonnerie dans la loge parisienne Le Temple des amis de l’honneur français, le 21 février 1881. Il fut accusé de fraude littéraire dans sa loge, à cause de ses activités de rédacteur en chef du journal Le Midi Républicain de Montpellier. Il avait reproduit des lettres de soutien de Victor Hugo et Louis Blanc, que les intéressés démentaient avoir écrites. Taxil affirma avoir produit les lettres devant ses accusateurs, mais ils auraient voté son exclusion pour avoir outragé Victor Hugo et Louis Blanc, qu’il avait traités de « vénérable débris d’un glorieux passé ». L’exclusion fut confirmée par le Grand Orient de France, 13 décembre 1881, alors que Taxil n’avait pas dépassé le grade d’apprenti.
La conversion de Léo Taxil serait due à Jeanne d'Arc, à laquelle il a consacré l’ouvrage Jeanne d'Arc, victime des prêtres, Étude historique avec Révélations et Documents, publiés en 51 livrets. Il avait choisi cette figure patriotique à la mode après la guerre franco-allemande de 1870 pour en faire une biographie sensationnaliste et anticléricale : il niait les visions de l’héroïne lorraine et accusait l’Église catholique de l’avoir éliminée par un procès d’inquisition et même de l'avoir violée. Le récit était accompagné d’une traduction des actes du procès, Taxil aurait pris conscience de sa mauvaise foi en comparant ses propres écrits à ceux-ci, mais il aurait coupé les passages contraires à ses vues anticléricales. Ce travail aurait inspiré des doutes à Taxil, qui se serait ensuite convaincu du rôle surnaturel de Jeanne d’Arc, avant de retourner à la foi catholique de son enfance. En avril 1885, Taxil annonce à grand renfort de publicité sa « conversion » au catholicisme avant de fonder le journal La France chrétienne - Jeanne d'Arc.
Il semble que cette conversion a été motivée par des revers financiers. Léo Taxil publiait des livres anticléricaux via la Librairie Anti-cléricale, dont son épouse Marie Besson était gérante, mais cette entreprise fut déclarée en faillite le 30 juillet 1884. Ses attaques virulentes contre la religion lui avaient valu de nombreux procès intentés par des catholiques, avec des condamnations à des dommages et intérêts, qui ont porté préjudice à la Librairie Anti-cléricale.

### Écrits antimaçonniques

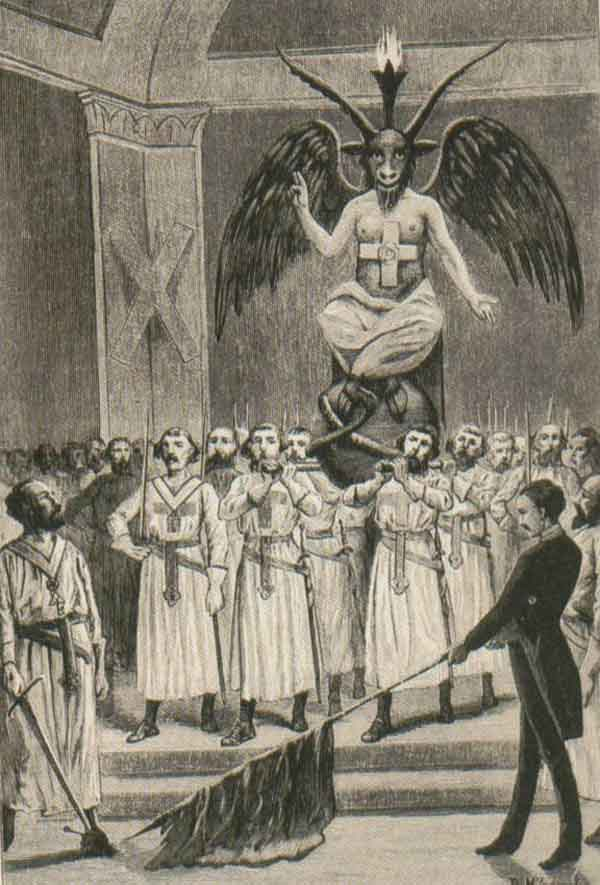
Dans Les Mystères de la Franc-maçonnerie (1886), Léo Taxil prétend que les francs-maçons adorent Baphomet.

Léo Taxil publia ses premiers ouvrages antimaçonniques sous le titre général de Révélations complètes sur la franc-maçonnerie. Cette œuvre s’inscrit dans la continuité de l’encyclique Humanum genus, qui exhortait « arrachez à la franc-maçonnerie le masque dont elle se couvre, et montrez-la telle qu’elle est ». Taxil promettait des révélations sensationnelles utilisant son expérience dans la franc-maçonnerie comme argument de vente, même s’il n’avait été qu’apprenti.
Les deux volumes des Frères Trois-Points (1886) prétendaient dévoiler les rituels d’initiation du rite français et du rite écossais ancien et accepté, les constitutions et règlements de ces deux obédiences ainsi que leurs signes de reconnaissance. Le culte du grand architecte se voulait une description de diverses cérémonies maçonniques (inauguration d’une loge, banquets, etc). Taxil mélangeait des éléments réellement tirés de rituels maçonniques avec des déformations de son invention pour faire de la franc-maçonnerie « l’œuvre personnelle de Satan, sa religion, son culte » : Dieu y était condamné et le Grand Architecte de l’Univers identifié à Satan. En particulier, sur plusieurs images désormais célèbres, il réutilisait des symboles du 18e degré du Rite écossais ancien et accepté en y remplaçant l’agneau pascal par un bouc inspiré du « Baphomet » imaginé en 1854 par l’occultiste français Éliphas Lévi. Si la dimension diabolique était présente, Taxil ne décrivait pas de messe noire, de magie noire, ni de phénomène surnaturel. Il dénonçait largement l’action politique des maçons : ils combattraient le catholicisme comme une superstition, ils manipuleraient le calendrier électoral pour être élus, la plupart espionneraient pour la hiérarchie maçonnique ou la police, ils comploteraient en secret pour diffamer leurs ennemis, voire les assassiner.
Dans Les sœurs maçonnes, Léo Taxil défendait une thèse controversée : la franc-maçonnerie initierait massivement des femmes dans des loges d’adoption, à la fois pour transmettre leur idéologie dite antichrétienne et satisfaire les appétits sexuels des maçons dans des orgies. À la fin du XIXe siècle, la présence de femmes dans la franc-maçonnerie était anecdotique, comme la maçonnerie d’adoption avait disparu, et que l’initiation de femmes dans les loges masculines était encore très rare.
Voulant prolonger ses succès de librairie, il publia un résumé de ses « révélations » dans La franc-maçonnerie dévoilée et expliquée. Suivit un grand livre de 700 pages, dont une centaine de gravures, Les mystères de la franc-maçonnerie. Les assassinats maçonniques (1890) est un recueil de récits historiques où Léo Taxil dénonçait des complots maçonniques, il reprenait notamment la thèse complotiste d’un assassinat de Léon Gambetta. Taxil pratiqua également la dénonciation publique des franc-maçons : sous le titre La France Maçonnique, il publia plusieurs tomes contenant les noms, adresses et professions de milliers de maçons.
La vente de livres antimaçonniques était lucrative pour Taxil, en 1889, il put acheter un château à Sévignacq, où il envoya sa femme et ses enfants.

### Le tournant luciférien: le palladisme et Diana Vaughan
En 1891, Joris-Karl Huysmans fit paraître Là-bas, roman qui explorait le satanisme moderne ; Huysmans y décrivait notamment une messe noire, où un prêtre déviant insultait le Christ, glorifiait le Diable et profanait des hosties. Ce roman attisa l’appétit du public pour le satanisme et inspira à Taxil un renouvellement de sa littérature anti-maçonnique. La franc-maçonnerie ne serait plus son sujet principal, mais une secte luciférienne de la « haute maçonnerie », nommée le Palladisme. En plus de dénoncer de réels maçons, il inventerait des maçons lucifériens en rapport direct avec les démons, tels que Diana Vaughan. Au lieu de décrire des rites maçonniques authentiques ou inventés, il mettrait en scène le surnaturel diabolique, dans des histoires fantastiques dépassant les contes des Mille et Une Nuits.

#### Le Palladium

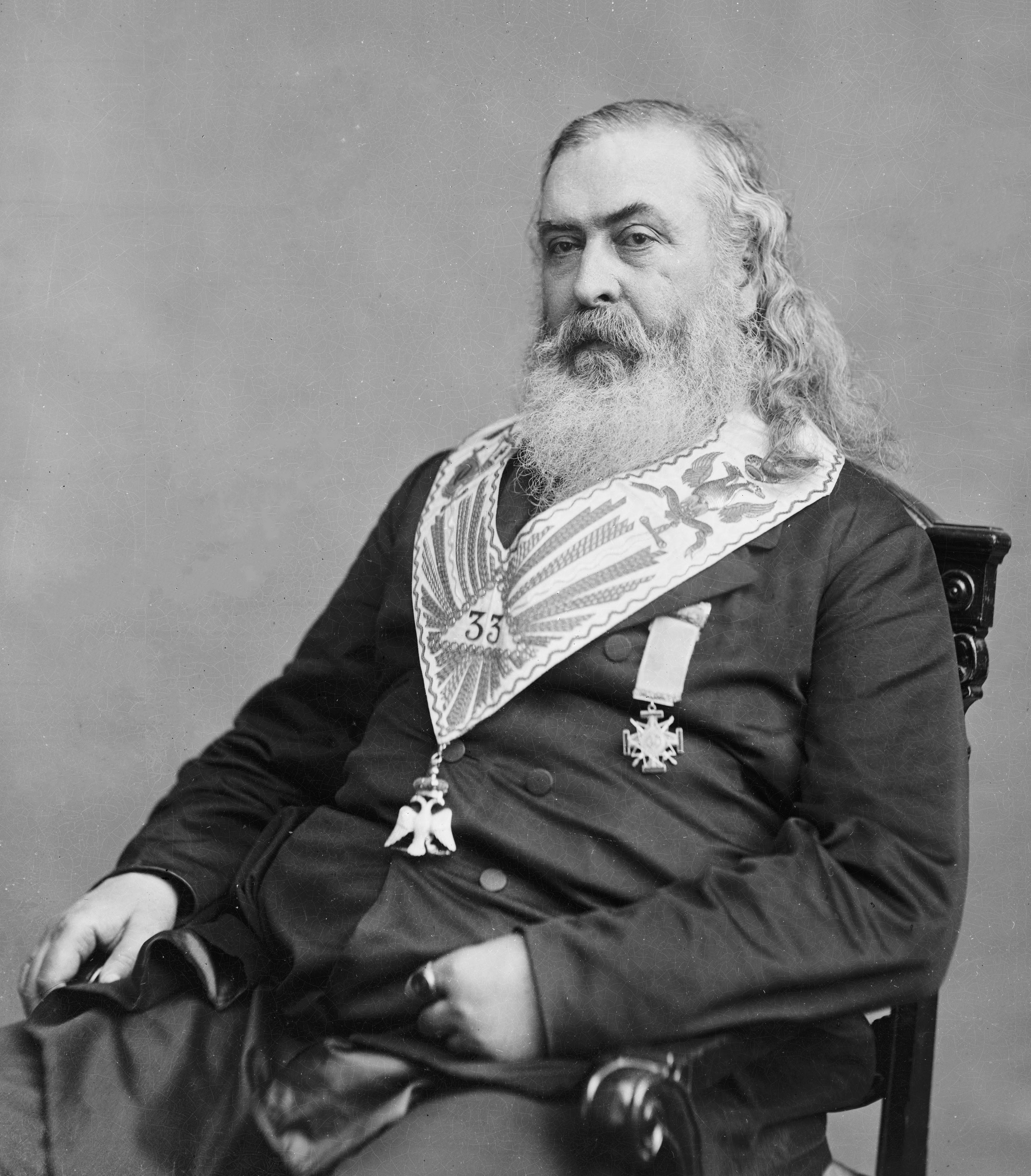
Albert Pike était dénoncé comme un pape luciférien dirigeant le Palladium.

Un « Ordre du Palladium » et un « rite palladique » sont mentionnés dans Les sœurs maçonnes parmi les « révélations » de Taxil sur la maçonnerie d’adoption, on y initierait des hommes et des femmes issus de la franc-maçonnerie ; cependant, aucun lien n’était fait avec le satanisme. L’existence d’une organisation para-maçonnique nommée Palladium est attestée historiquement, elle fut fondée en 1737, mais elle ne se développa guère et n’existait certainement plus à la fin du XIXe siècle.
Dans Y a-t-il des femmes dans la franc-maçonnerie ?, Léo Taxil affirmait l’existence du « Palladium Nouveau Réformé », ordre maçonnique mixte et ouvertement satanique, fondé en 1870 par Albert Pike, Grand Commandeur du Suprême Conseil de la Juridiction Sud du Rite écossais ancien et accepté, présenté comme le chef suprême de tous les francs-maçons du globe. Cet ordre serait à la tête de la franc-maçonnerie, globalement confondu avec le rite écossais ancien et accepté et aurait son siège mondial à Charleston (Caroline du Sud). Il aurait essaimé en France dès 1881, avec trois loges à Paris, sous la direction de la « Sœur Sophia-Sapho » (plus tard nommée Sophia Walder), une lesbienne hystérique. Le rituel palladique inclurait la profanation d’hosties consacrées, sur lesquelles on cracherait avant de les poignarder, ainsi que l’épreuve du « Pastos », qui n’est autre que la copulation en public. Les adeptes du Palladium considèreraient Adonaï, le dieu des chrétiens, comme mauvais, et glorifieraient Lucifer sous le titre de « Dieu-Bon ». Jésus aurait trahi son maître Lucifer pour pactiser avec Adonaï, par conséquent les palladistes lui voueraient une haine farouche, et profaneraient l’eucharistie.
La même année, Léo Taxil apporta un soutien à sa propre thèse dans la brochure L’existence des loges de femmes : recherches à ce sujet, parue sous le pseudonyme d’Adolphe Ricoux. Ce personnage prétendait avoir obtenu par un pot-de-vin un Recueil d’instructions secrètes des Suprêmes Conseils, des Grandes Loges et des Grands Orients, attribué à Albert Pike. Selon ses révélations, le Palladium aurait son directoire suprême à Berlin et quatre directoires secondaires à Naples, Calcutta, Washington et Montevideo. Il nommait également un chef d’action politique, résidant à Rome pour surveiller le Vatican, ainsi qu’un souverain pontife, en la personne d’Albert Pike, établi à Charleston. La brochure incluait une prétendue circulaire d’Albert Pike aux vingt-trois suprêmes conseils confédérés du globe, qui affirme clairement la doctrine luciférienne du Palladium, et enjoint aux franc-maçons de multiplier les loges d’adoption afin d’y pratiquer des orgies.

#### Le Diable auXIXesiècle

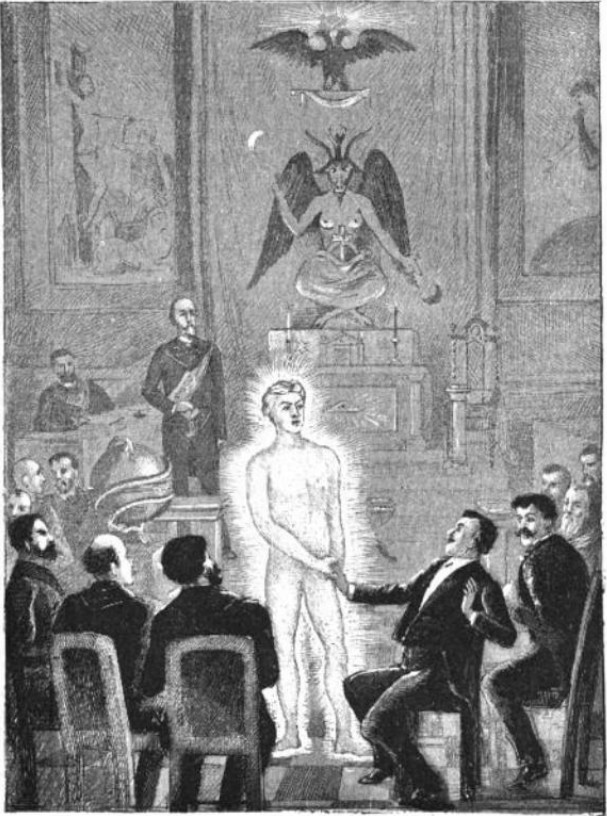
Apparition du diable dans une réunion de palladistes : il emporte un des frères dans l’au-delà en lui serrant la main (gravure du Diable au XIXe siècle).

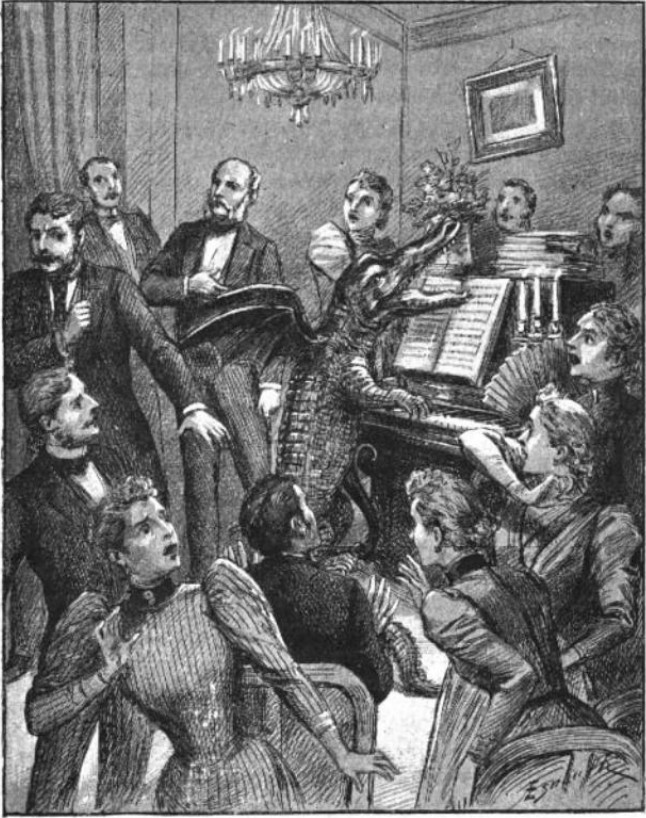
Apparition d’un crocodile ailé jouant du piano (gravure du Diable au XIXe siècle).

En 1892, Léo Taxil s’associa avec Charles Hacks pour publier sous le pseudonyme collectif de Dr Bataille la revue Le Diable au XIXe siècle ou, Les mystères du spiritisme : la Franc-maçonnerie luciférienne, révélations complètes sur le palladisme, la théurgie, la goétie et tout le satanisme moderne, magnétisme occulte, pseudo-spirites et vocates procédants, les médiums lucifériens, la cabale fin-de-siècle, magie de la Rose-Croix, les possessions à l’état latent, les précurseurs de l’anté-Christ. L’ouvrage rassemble 240 brochures publiées sous forme de périodiques entre 1892 et 1894.
Le Diable au XIXe siècle marqua un changement de forme dans la littérature antimaçonnique de Taxil : au lieu de livrer une longue compilation de documents comme dans ses précédents ouvrages, il adopta la forme populaire et accessible du roman-feuilleton ; cet ouvrage a été souvent comparé aux penny dreadful britanniques pour ses histoires sensationnelles et horrifiques, et ses facilités scénaristiques. L’intrigue est centrée sur le personnage du Dr Bataille, un médecin catholique, qui aurait infiltré les milieux occultistes pour pouvoir révéler leurs terrifiants secrets. Hacks fournissait avant tout les descriptions de pays exotiques, et Taxil décrivait des pratiques occultes toutes supposément liées à la franc-maçonnerie. En 1893, Charles Hacks apparut à une conférence publique à Paris, où il déclarait être le Dr Bataille, auteur du Diable au XIXe siècle et témoin oculaire de ses scènes fabuleuses.
Conformément à son long titre, le Diable au xixe siècle prétendait dénoncer le satanisme tous azimuts. Pour commencer, les différentes obédiences maçonniques étaient dites lucifériennes, ainsi que diverses sociétés amicales comme les Odd Fellows, sans oublier les spirites ; de manière plus surprenante les fakirs indiens et la maffia chinoise San-Ho-Hoeï pratiquaient un culte diabolique, avec de fortes similarités avec les rituels maçonniques. Selon le Dr Bataille, toutes les religions à part le catholicisme étaient plus ou moins diaboliques, il pointait particulièrement le protestantisme (« hérésie engendrée par des révoltes vraiment d’inspiration diabolique »), le bouddhisme (« satanisme à outrance ») et l’hindouisme (Brahma serait un alias de Lucifer). Les accusations s’étendaient par xénophobie à des nations étrangères : les Britanniques sont décrits comme ivrognes et menteurs et leurs colonies sont des lieux de perdition où le Dr Bataille situe la plupart des pratiques sataniques qu’il raconte ; en Allemagne, Otto von Bismarck aurait mené le Kulturkampf sur ordre de Lucifer. Le Palladium Réformé Nouveau, introduit en 1891, serait un « rite suprême » fédérant une véritable internationale des satanistes ; il initierait des maçons de hauts grades et des occultistes pour les mener à la sorcellerie et au spiritisme.
Le principal apport du Diable au XIXe siècle à la mystification est l’introduction du surnaturel, et le docteur Bataille rapporte de nombreux miracles diaboliques. Par exemple, le diable se matérialisait sous la forme d’un homme nu d’une trentaine d’années dans les réunions maçonniques pour encourager ses adeptes. Lors d’une séance de spiritisme où on invoqua Moloch, une table se transforma en un crocodile ailé qui joua du piano, avant de reprendre sa forme de table, après quoi on réalisa que toutes les bouteilles d’alcool de la soirée avaient été vidées par magie. Le Diable au XIXe siècle reprenait le personnage de la « sœur Sophia-Sapho » introduit par Léo Taxil, donnant son nom complet Sophia Walder (ou Sophie Walder), pour lui prêter des dons surnaturels : elle se fluidifiait à volonté, pratiquait la divination à l’aide d’un serpent écrivant sur son dos grâce à sa queue, elle pouvait donner le spectacle de la « substitution », son corps se couvrant de flammes pour être remplacés tour à tour par différents fantômes (Luther, Cléopâtre, Robespierre, et d’autres pour finir avec Garibaldi, sous la forme d’une urne en bronze crachant des flammes).
L’intrigue du Diable au XIXe siècle commence en 1880, le docteur Bataille, alter ego de Charles Hacks était alors médecin à bord de l’Anadyr, un paquebot des Messageries maritimes. Il rencontra un ami italien, Gaetano Carbuccia, un marchand libre-penseur qui s’était affilié à la franc-maçonnerie dans l’espoir de faire des affaires, avant de fréquenter des sociétés occultistes, dont le Palladium. Carbuccia avait assisté à tant de miracles diaboliques qu’il se disait damné, lors de sa dernière réunion avec le Palladium il avait même rencontré le diable. Le docteur Bataille aida Carbuccia à se réconcilier avec la religion catholique, avant de se lancer lui-même dans l’exploration de la franc-maçonnerie et de l’occultisme. Le docteur partit à Naples, à la rencontre de Giambattista Pessina (réel dignitaire du rite de Memphis-Misraïm), qui lui vendit pour 500 francs le diplôme de Souverain Grand Maître ad vitam, 90e grade du rite de Memphis-Misraïm. Par une suite de coïncidences et de hasards providentiels, le docteur put rencontrer lors de ses voyages divers adorateurs du diable, qui l’invitaient à assister à des cérémonies et prestiges diaboliques : sacrifices humains, baptêmes de serpents, télékinésie, messes noires, chaîne d’union de vivants et de morts. Le docteur aurait rencontré, Phileas Walder, père de Sophie et dirigeant palladiste, qui lui aurait vendu le titre de Hiérarque du Palladium. Après des voyages en Indre, en Chine, au Sri Lanka et Singapour, le Dr Bataille visita Charleston, où il aurait rencontré Albert Pike, le « pape luciférien », la prêtresse Sophie Walder et d’autres dignitaires du Palladium. Les palladistes étaient également désignés sous le nom de « ré-théurgistes optimates », une expression empruntée au roman Là-bas de Huysmans.
Afin de crédibiliser l’intrigue du Diable, la prétendue Sophie Walder se signala en février 1893 par des lettres menaçantes envoyées à Ludovic-Martial Mustel, directeur de la Revue catholique de Coutances ; elle l’accusait de faire espionner ses sœurs palladistes de Cherbourg et exprimait son ressentiment contre les révélations du docteur Bataille à son sujet. Cette correspondance fut relayée dans la presse catholique, et les associés de Taxil publièrent ensuite d’autres lettres de Sophie Walder.
Pour capitaliser sur ce succès éditorial, Taxil fonda en 1893 la Revue Mensuelle, religieuse, politique, scientifique, complément du Diable au XIXe siècle, et qui publia jusqu'en 1897. Il en était le secrétaire de la rédaction et principal auteur, sous son propre nom, ou sous les pseudonymes Dr Bataille et Adolphe Ricoux ; parmi ses collaborateurs, Jean Kostka, Domenico Margiotta et Abel Clarin de la Rive, y contribuaient régulièrement.

#### Collaboration avec Domenico Margiotta

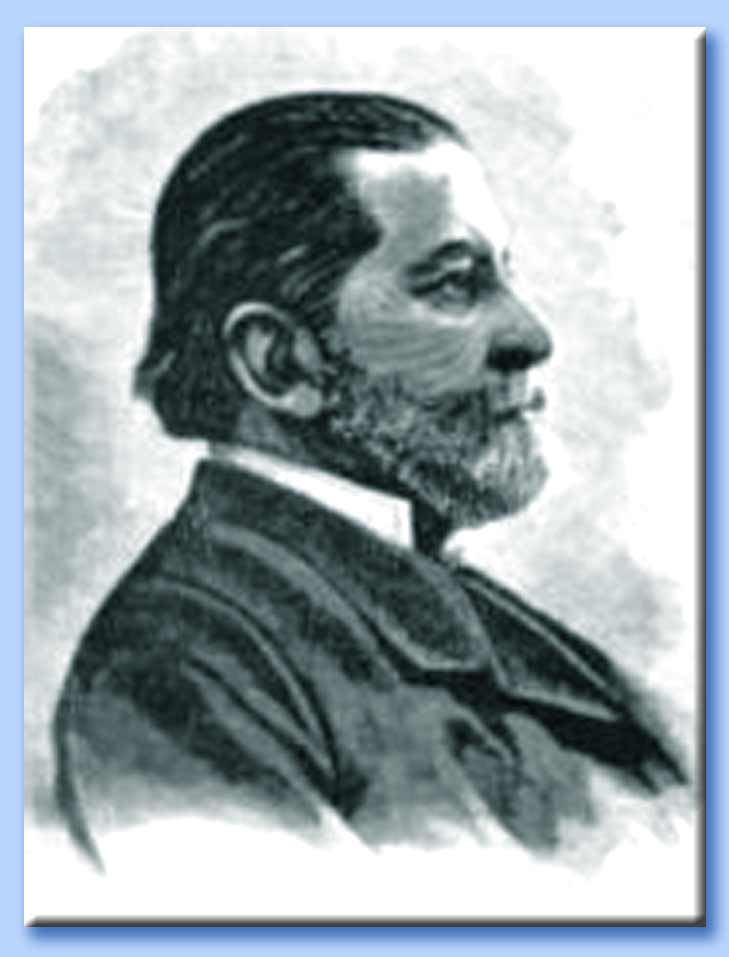
Adriano Lemmi, banquier et franc-maçon italien, était la principale cible des écrits de Margiotta.

La politique italienne était un des sujets majeurs du Diable au xixe siècle : le Risorgimento était présenté comme un complot de francs-maçons lucifériens pour détruire le pouvoir temporel du pape, qui aurait abouti à la prise de Rome, et à la fondation du Palladium Nouveau Réformé le même jour. Non seulement le Palladium aurait eu le révolutionnaire Giuseppe Mazzini comme cofondateur, mais Adriano Lemmi, chef du Grand Orient d'Italie, aurait réussi à centraliser toute la franc-maçonnerie italienne entre ses mains, puis à se faire élire chef du Palladium en septembre 1893. À cause d’irrégularités dans les votes et de sa propension à appeler Lucifer « Satan », certains palladistes dont une certaine Diana Vaughan seraient entrés en dissidence contre le nouveau pontife de Lucifer.
Il était naturel que l’entreprise de publication de Léo Taxil s’adjoigne un expert de la franc-maçonnerie italienne. Domenico Margiotta était cité par le Dr Bataille parmi dignitaires du rite de Memphis-Misraïm en Italie, « un maçon à l’âme honnête » et adversaire de Lemmi. Ce journaliste et historien spécialiste de la ville de Palmi s’établit à Grenoble en 1894 et entra en contact avec Amand-Joseph Fava, il lui expliqua s’être converti au catholicisme après de longues années dans la franc-maçonnerie et le Palladium ; il revendiquait une longue liste de hauts titres maçonniques de divers rites, dont l’authenticité n’a pas été établie. S’appuyant sur cette expérience supposée, il entama une carrière de publiciste antimaçonnique, et publia deux livres dans la veine de Léo Taxil : Souvenirs d’un Trente-troisième, Adriano Lemmi, chef suprême des francs-maçons et Le Palladisme : culte de Satan-Lucifer dans les triangles maçonniques.
La collaboration entre Taxil et Margiotta est peu claire, car ceux-ci ont donné plus tard des versions contradictoires sur la nature de leur relation. En tout cas, le Dr Bataille signa la préface du premier ouvrage de Margiotta, Souvenirs d’un Trente-troisième, Adriano Lemmi, chef suprême des francs-maçons, tandis que Margiotta rédigea des articles pour la Revue Mensuelle de Taxil.
Margiotta reprenait l’univers du Diable au XIXe siècle en le mêlant avec la politique italienne, et, contrairement à Léo Taxil, il versait ouvertement dans l’antisémitisme. Il nourrissait une haine tenace contre Adriano Lemmi, qu’il accusait d’être non seulement un escroc, mais aussi un converti au judaïsme, circoncis et pratiquant la magie de la Kabbale. De plus, il accusait de satanisme bien d’autres maçons et politiciens italiens dont Francesco Crispi et Giosuè Carducci.
Si le docteur Bataille rapportait des miracles diaboliques, Margiotta n’était pas en reste. Il affirmait avoir rencontré le diable sous la forme d’une chèvre, qui était l’esprit familier d’un ami franc-maçon ; la chèvre lui léchant la main lui aurait causé une vive brûlure. Après une réunion maçonnique, il aurait vu un démon sortir d’une bouteille de whisky : le nommé Beffabuc avait une forme humaine, coiffé d’une couronne d’or, avec des ailes de chauve-souris et une queue de bovin.
L’historien italien Aldo Mola a émis l’hypothèse que Margiotta était manipulé par les services secrets pour nuire au gouvernement Crispi, dans le but d’affaiblir la triple alliance entre l’Italie et les principaux ennemis de la France, l’Empire allemand et l’Autriche-Hongrie. La participation de Margiotta à l’affaire a probablement été motivée par les ventes importantes de ses livres sur le palladisme, alors que ses ouvrages sur l’histoire de Palmi avaient une diffusion limitée.

#### Diana Vaughan

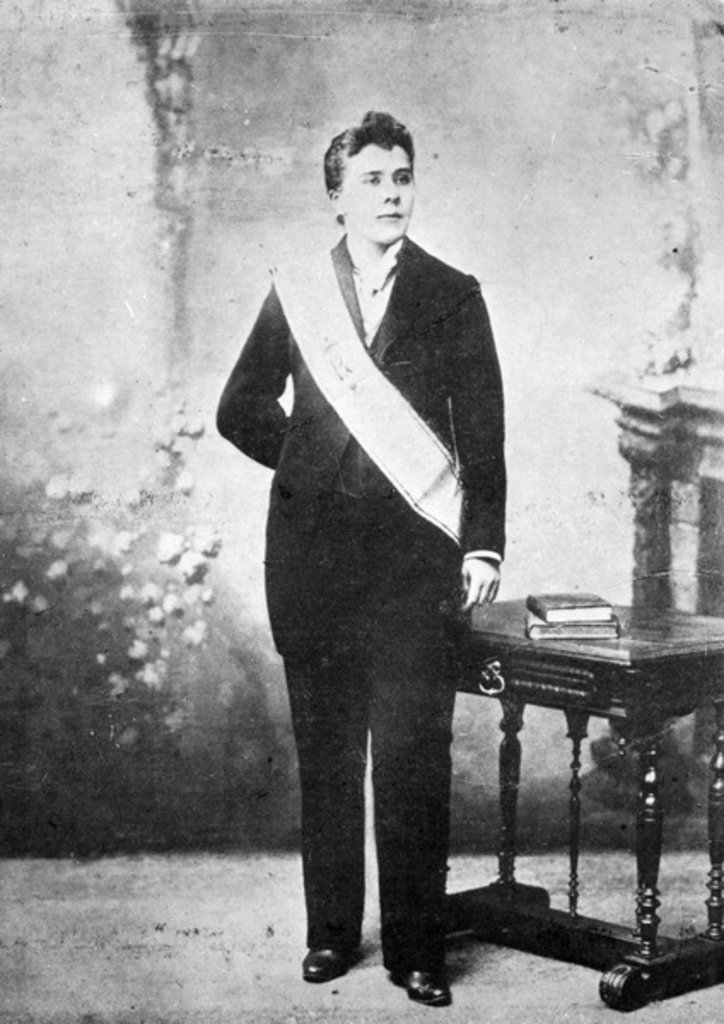
La prétendue « Diana Vaughan » en tenue d'« Inspectrice Générale du Palladium ».

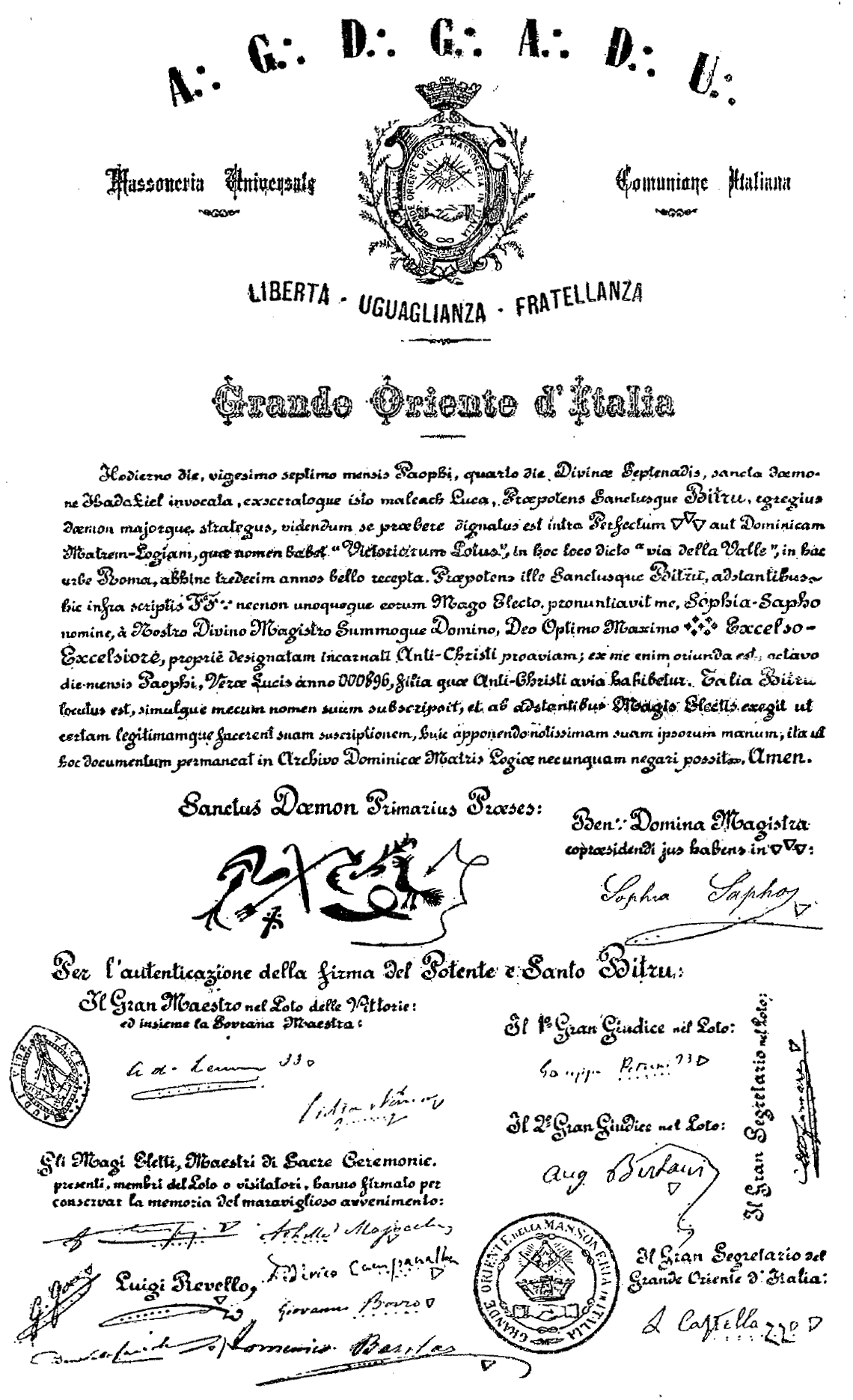
Faux document publié par Léo Taxil dans Le 33e∴ Crispi : il dresse le procès-verbal, signé par Adriano Lemmi, de l’apparition du démon Bitru dans la loge Le Lotus des Victoires de Rome, celui-ci attestant que Sophia Walder deviendrait l’arrière-grand-mère de l’anti-christ

La prétendue conversion de Diana Vaughan, jeune et belle Américaine, supposée Grande Maîtresse du Palladium représente un élément important de la mystification de Léo Taxil.
Le personnage de Diana Vaughan a été introduit dans le Diable au XIXe siècle, avec un récit merveilleux où le démon Asmodée serait apparu à Louisville (Kentucky), en 1884, lors d’une réunion du triangle les Onze-Sept. Le démon brandissait un trophée gagné au combat contre les troupes d’Adonaï : c’était la queue du lion de saint Marc, qu’il confia comme relique aux palladistes, annonçant qu’il reviendrait « marquer sa faveur toute-puissante à une vestale [qu’il leur destinait] ». La vestale, Diana Vaughan, fut plus tard initiée au Palladium et reçut le grade de Maîtresse Templière ; quand Asmodée revint, il se fiança avec elle et lui promit la protection de ses quatorze légions de démons. Plus tard, elle aurait provoqué un schisme au sein du Palladium après la mort de Pike, par opposition à son successeur Adriano Lemmi.
À partir de 1893, Diana Vaughan se manifesta dans le monde réel en correspondant avec des personnalités catholiques de premier plan, dont Amand-Joseph Fava, et en faisant des dons à des œuvres pieuses. Selon des rapports de police, Taxil utilisait les services d’une poste restante située au 29, passage de l’Opéra à Paris afin de rendre crédible l’existence de Diana Vaughan : il pouvait faire croire que celle-ci écrivait de tous les coins du monde et recevait lui-même des dons destinés à son héroïne. Léo Taxil se fit le garant de son personnage, il affirmait la connaître personnellement et chercha à produire des témoins qui l’auraient rencontrée. Pierre Lautier, président de l’ordre des avocats de Saint-Pierre, affirmait l’avoir rencontrée à Paris en compagnie de Taxil et Hacks, il décrivait une « jeune femme de vingt-neuf ans, jolie, très distinguée, l’air franc et honnête ». Le 11 novembre 1896, Jules-Paul Tardivel, rédacteur en chef de La Vérité de Québec et soutien des thèses de Taxil, fit constater par un huissier de justice une réservation au nom de Diana Vaughan dans un hôtel de Paris. Le 13 mars 1897, une jeune femme déclarant être Diana Vaughan se présenta aux prêtres de Patay et Loigny-la-Bataille, elle souhaitait entrer en contact l’Ordre des Épouses du Sacré-Cœur de Jésus Pénitent, une communauté monastique de Loigny en rébellion contre l’Église, qui prétendait que le pape Léon XIII avait été enlevé et remplacé par un imposteur. Les deux prêtres dissuadèrent la jeune femme de rencontrer les nonnes, et ils témoignèrent que cette Diana Vaughan était la jeune femme dont la photographie avait été publiée par Taxil.
Taxil fit de son personnage un auteur à succès, avec la publication, dès le 21 mars 1895, d’une nouvelle revue, Le Palladium régénéré et libre, signée de Diana Vaughan. La revue était présentée comme une œuvre de propagande de la Fédération Palladiste Indépendante, une branche dissidente de la secte. Les dogmes et la liturgie de Lucifer y étaient exposés crûment, de manière à choquer les catholiques : Joris-Karl Huysmans qualifiait la revue de « plus fétide bouquet qui soit d’outrages à la Vierge et de blasphèmes », et la comparait aux brûlots anticléricaux de Léo Taxil. Étrangement, la revue des « groupes lucifériens indépendants » était publiée par Alfred Pierret, un éditeur catholique : Papus rapporta l’avoir vue en vitrine de la librairie de Pierret au milieu de livres de dévotion.
Le but de cette manœuvre était néanmoins de préparer le terrain pour une nouvelle conversion. La publication du Palladium régénéré et libre avait été négociée par Léo Taxil, qui expliqua à l’éditeur que la revue faisait partie d’un vaste plan visant à ramener vingt-mille lucifériens dans les rangs de l’Église ; Pierret eut également l’occasion de rencontrer la prétendue Diana Vaughan. De plus, le personnage de Diana Vaughan était conçu susciter la sympathie des catholiques : elle se proclamait vierge (car fiancée au très jaloux démon Asmodée), elle disait son admiration pour Jeanne d'Arc et prenait ses distances avec les pratiques répugnantes du palladisme. Dans le no 3 du Palladium régénéré et libre, Diana Vaughan promettait de ne plus blasphémer la vierge Marie et annonça qu’elle ferait une retraite dans un couvent. Taxil affirmait qu’au retour de la messe, le 2 juin, il avait rencontré Diana Vaughan, qui venait de se disputer avec Asmodée à propos de Jeanne d’Arc, et elle aurait réussi à chasser le démon en invoquant l’héroïne. Dans les colonnes de La Croix, on appelait à la prière pour obtenir la conversion de la luciférienne, puis le 12 juin, on annonça « de source absolument sûre » que Diana Vaughan avait été désavouée par la Fédération Palladiste Indépendante pour avoir révélé des secrets dans sa revue ; en conséquence, elle « renonçait définitivement au palladisme » sans être pour autant convertie.
Le Palladium régénéré et libre cessa de paraître après trois numéros pour être remplacé le 1er juillet par les Mémoires d’une ex-palladiste parfaite, initiée, indépendante, une revue mensuelle par laquelle Diana Vaughan annonçait sa conversion au catholicisme et vouait sa vie à la lutte contre son ancienne religion. Dans cette revue, Diana Vaughan signait « Jeanne-Marie-Raphaëlle », les trois prénoms de son supposé baptême, en référence à l’archange, à la mère de Jésus et à Jeanne d'Arc. Sa conversion est similaire à celle de Taxil car elle aurait été convaincue par une manifestation miraculeuse de Jeanne d'Arc, de plus elle aurait rompu avec le Palladisme pour avoir voulu le débarrasser des rituels contraires à sa conception du luciférisme, tout comme Taxil aurait été expulsé de la franc-maçonnerie pour ne pas avoir pris les rituels maçonniques au sérieux. Diana Vaughan se disait condamnée à mort par les palladistes, et forcée de vivre dans la clandestinité, réfugiée tantôt dans un couvent, tantôt dans un foyer catholique. Seul Léo Taxil aurait été au courant de ses déplacements, il prétendait servir d’intermédiaire entre Diana Vaughan et son éditeur.
Les écrits de Diana Vaughan confirmaient l’essentiel des récits merveilleux du Diable au XIXe siècle, en ajoutant encore d’autres miracles. Les Mémoires d’une ex-palladiste s’ouvraient sur la première rencontre de l’héroïne avec son dieu Lucifer, suivie d’une bataille entre anges et démons aux portes de l’Éden. Un des alchimistes de la Rose-Croix, par exemple, pouvait tomber en morceaux à volonté : après avoir placé les morceaux dans un sac, les pouvoirs de Léviathan le reconstituaient.
Les Mémoires d’une ex-palladiste livrent ce qu’Arthur Edward Waite a qualifié comme un des faux les plus curieux de la littérature hermétique, à savoir une biographie de l’alchimiste gallois Thomas Vaughan et une histoire de la fraternité Rose-Croix. Cette fraternité serait à l’origine de la franc-maçonnerie, et aurait elle-même été fondée par Fausto Socin, reprenant la thèse de Jacques-François Lefranc, qui faisait du socinianisme l’origine de la franc-maçonnerie. Léo Taxil affirme que la Rose-Croix était composée d’alchimistes adorant secrètement le diable : leurs échecs à obtenir la pierre philosophale les auraient poussés à chercher une source surnaturelle, le diable s’offrant d’assouvir leurs désirs s’ils lui rendent un culte. La contrefaçon de Taxil concernant Thomas Vaughan repose sur des « papiers de famille » en possession de Diana Vaughan, qui serait sa descendante. Le récit opère une confusion de son pseudonyme — Eugenius Philalethes — avec celui de George Starkey — Eirenaeus Philalethes — alchimiste anglais de la même époque. Thomas Vaughan se voit attribuer l’ensemble des œuvres de Starkey, notamment l’Introitus apertus ad occlusum regis palatium, un traité alchimique dont il aurait donné une interprétation luciférienne par des notes marginales sur le manuscrit original, supposément détenu par Diana Vaughan. Pour les besoins du récit, la naissance de Thomas Vaughan est placée en 1612 au lieu de 1621 et son décès en 1678 au lieu de 1666 ; le pasteur anglican qui n’a jamais quitté la Grande-Bretagne devient un véritable sataniste voyageant dans toute l’Europe et l’Amérique ; si Vaughan faisait partie des Cavaliers, partisans de la monarchie pendant la première révolution anglaise, Taxil en fait un ami d’Oliver Cromwell qui aurait exécuté l’archevêque monarchiste William Laud.
Les Mémoires d’une ex-palladiste continuèrent de paraître jusqu'à la fin de l’affaire en avril 1897. Taxil utilisa le pseudonyme de Diana Vaughan pour plusieurs autres publications, notamment une Neuvaine eucharistique, qui reçut la bénédiction du pape Léon XIII, par une lettre du cardinal Lucido Maria Parocchi, datée du 29 novembre 1895.

#### Autres collaborations et influences
L’archevêque de Port-Louis (Maurice), Leo Meurin était un des ecclésiastiques les plus engagés dans le combat antimaçonnique. Il publia en 1893, La Franc-Maçonnerie, Synagogue de Satan, un livre reprenant les thèses de Léo Taxil, avec qui il correspondait. Il avançait que Charleston était le siège mondial du satanisme maçonnique, et que Satan apparaissait en personne devant le chef du Suprême Conseil du Rite Écossais,. Tenant d’un antimaçonnisme antisémite, Meurin considérait la Kabbale comme la « base philosophique et la clé de la franc-maçonnerie » et prétendait que la Kabbale était idolâtre et diabolique ; il faisait de la franc-maçonnerie un culte diabolique judaïsé et l’instrument d’un complot juif pour dominer le monde. Selon Arthur Edward Waite, Meurin n’avait pas de réelles connaissances concernant la franc-maçonnerie ou la Kabbale. Joris-Karl Huysmans était persuadé de l’existence d’un culte satanique organisé à Paris, et citait des faits de vols d’hosties consacrées dans des buts sacrilèges, mais se montrait méfiant envers la littérature de Léo Taxil ; il accrédita l’existence du Palladium (dans la préface du Satanisme et la magie de Jules Bois), en se basant sur les écrits de Meurin, basés eux-mêmes sur la brochure d’Adolphe Ricoux-Léo Taxil.

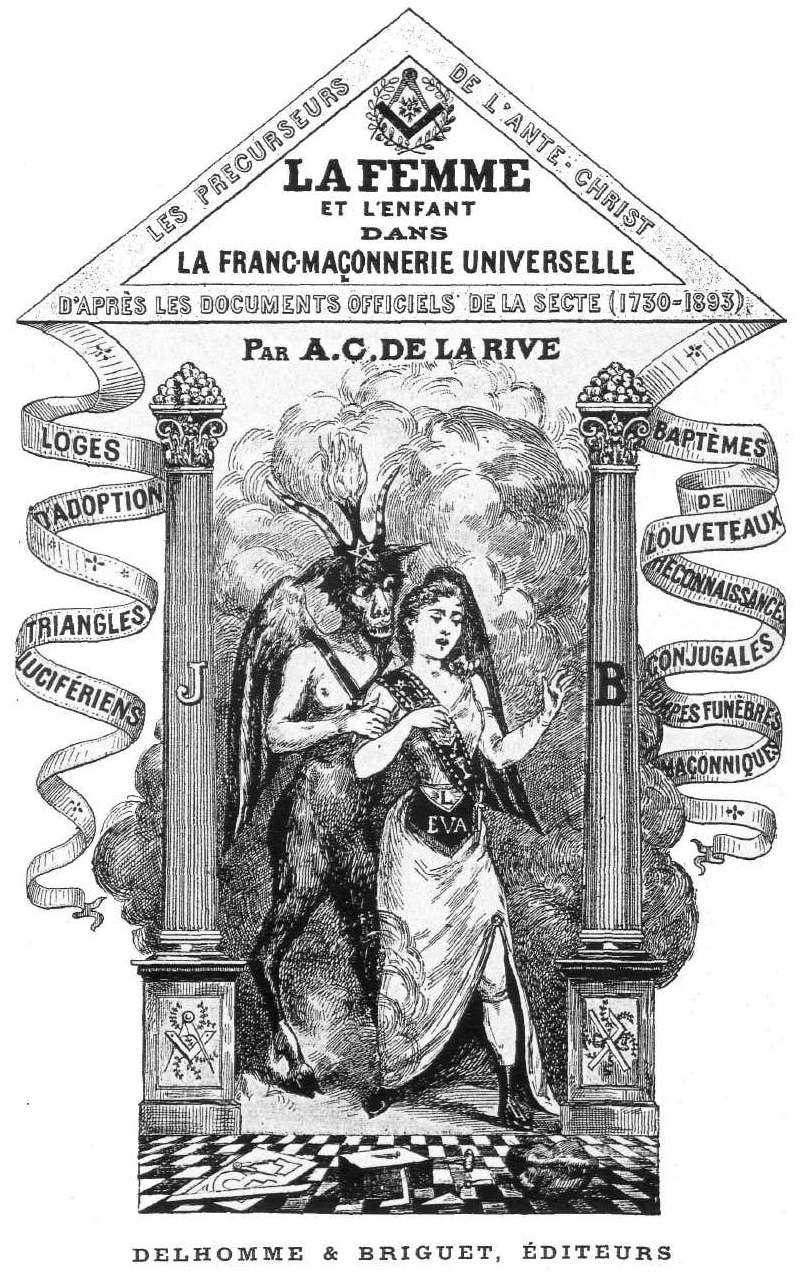
Frontispice de La Femme et l’Enfant dans la Franc-Maçonnerie universelle.

Abel Clarin de La Rive collabora avec Taxil au sein de la Revue Mensuelle, avant de lui succéder en janvier 1897 à la tête de la France chrétienne antimaçonnique. Son livre La Femme et l’Enfant dans la Franc-Maçonnerie universelle, publié en 1894, est basé en bonne partie sur les récits de Taxil concernant les sœurs maçonnes Sophia Walder, Barbe Bilger et Diana Vaughan ; ce livre reprend également la fausse circulaire d’Albert Pike du 14 juillet 1889.
Le journaliste Jules-Paul Tardivel se fit le principal relais de Léo Taxil au Québec, dans son hebdomadaire La Vérité. Son roman Pour la patrie s’inspire des écrits de Taxil pour sa description de la franc-maçonnerie, dont des initiés communiquent directement avec Satan et font assassiner leurs ennemis par des « ultionnistes » (assassins palladistes du Diable au xixe siècle).
L’évêque de Grenoble Amand-Joseph Fava était un des soutiens les plus fidèles de Taxil ; il fut le fondateur de La Franc-maçonnerie démasquée, revue donna de l’écho aux récits sur le palladisme. Sa revue fut reprise en 1892 par Gabriel de Bessonies, qui se fit également un défenseur de Léo Taxil.
Jules Doinel, fondateur de l’Église gnostique de France se convertit au catholicisme en avril 1895 et adopta le pseudonyme Jean Kostka pour publier Lucifer démasqué, un livre antimaçonnique et antioccultiste, que Léo Taxil recommandait chaudement, sous la signature de Diana Vaughan. S’il n’offrait pas de récits merveilleux à la manière de Taxil et Margiotta, Kostka voyait une inspiration diabolique dans tous les courants ésotériques, et en particulier la franc-maçonnerie, ses affirmations se basaient sur une « intuition d’ensemble » qui lui faisait relever des sous-entendus sataniques dans les rituels maçonniques.
La religieuse Thérèse de Lisieux a compté parmi les mystifiés, elle était persuadée de l’existence de Diana Vaughan, et a même correspondu avec elle. Sa pièce de théâtre Le Triomphe de l’humilité est dédiée à l’ex-palladiste et met en scène les démons des écrits de Taxil.

### La Ligue du Labarum anti-maçonnique
Dans les milieux catholiques antimaçonniques que Taxil fréquentait à la fin de l’affaire, les deux principales organisations étaient l’Union nationale et l’Union antimaçonnique de France. La première était un mouvement essentiellement politique créé dans le sillage du Ralliement pour ré-orienter la Troisième République en faveur des catholiques. La seconde était la filiale française de l’Union antimaçonnique, établie à Rome ; l’Union antimaçonnique de France fut créée le 10 septembre 1895 par des rédacteurs de la Franc-maçonnerie démasquée, revue à laquelle Taxil collaborait, et où il avait des soutiens ; elle se consacrait exclusivement à lutte antimaçonnique, sans se positionner politiquement.
Le 19 novembre 1895, Taxil, Jules Doinel et six autres se réunirent au Sacré-Cœur de Montmartre pour former la Ligue du Labarum antimaçonnique, « ordre catholique militant pour la défense de la foi, des droits et des biens de l’Église contre la franc-maçonnerie », préparant l’« avènement du règne social de Jésus-Christ ». La Ligue se plaçait sous le patronage de saint Michel et de Jeanne d’Arc, et jurait une obéissance absolue au pape.
La Ligue du Labarum antimaçonnique était conçue sur le modèle de la franc-maçonnerie, elle avait ses rituels d’initiation, ses cérémonies, ses insignes, son propre jargon et ses titres pompeux. La Ligue admettait de nouveaux membres sur cooptation, et initiait à la fois hommes et femmes, avec trois grades masculins (Légionnaire de Constantin, Soldat de Saint Michel, Chevalier du Sacré-Cœur) et un grade féminin (Sœur de Jeanne d’Arc) ; les initiés se désignaient par des « noms de ligueurs », plutôt que par leurs véritables noms, ainsi Taxil et Doinel étaient le « F✝ (frère) Paul de Régis » (avec le titre de « Grand-Maître Honoraire ad vitam ») et le « F✝ Kostka de Borgia ». Au lieu de loges, les ligueurs étaient affiliés à des compagnies, portant des noms de saints.
Taxil et Doinel inaugurèrent la première compagnie à Paris, baptisée Saint-Georges, le 26 décembre 1895 ; ce premier groupe se développa rapidement, avec une centaine d’adhérents, et rassemblant jusqu’à 1200 personnes pour sa troisième « grand’garde » (réunion plénière) en février 1896. La Ligue compta jusqu’à une dizaine de compagnies en France, et quelques groupes au Canada et en Écosse.
L’Anti-maçon fut l’organe de presse de la ligue, et parut sous la direction de Léo Taxil à partir de janvier 1896. Il fut renommé La France militante en janvier 1897, avant de disparaître le 6 mars de la même année.

### Réactions
Les premiers ouvrages antimaçonniques de Léo Taxil étaient globalement bien reçus dans les milieux catholiques. Le premier opposant catholique à se manifester fut Paul Rosen, qui en 1897, révéla quelles étaient les sources des Révélations complètes sur la franc-maçonnerie et pointa le manque d’expertise de leur auteur. Rosen déclara plus tard, en 1893, que le Diable au XIXe siècle était un tissu de farces. En retour, Léo Taxil qualifia son adversaire de palladiste, prétendant qu’il portait dans la secte le pseudonyme de Moïse-Lid-Nazareth et qu’il était en rapport direct avec l’« anti-pape » Adriano Lemmi.
L'affaire prend une telle ampleur dans les milieux catholiques que Northrop, évêque de Charleston (Caroline du Sud), part spécialement à Rome afin d'assurer Léon XIII que les francs-maçons de sa ville épiscopale sont des gens normaux, dignes et que leur temple ne s’orne d'aucune statue de Satan. De même, Gonzalo Canilla, vicaire apostolique de Gibraltar, écrivit au Pape pour dénoncer de prétendues révélations du Diable au XIXe siècle qui situaient un complexe souterrain luciférien dans le rocher de Gibraltar, Taxil y décrivait une vaste fabrique approuvée par le gouvernement britannique où des criminels anglais parlant volapük fabriqueraient des idoles palladiques, poisons et armes bactériologiques,.
Bien que Léo Taxil persuade nombre de catholiques de son incroyable histoire — il entretient une correspondance avec le pape Léon XIII où il l'informe des sombres menées du Palladisme –, ses affirmations sont de plus en plus dénoncées comme une imposture, y compris par Léon XIII.
La littérature de Taxil rencontra une certaine indifférence de la part des franc-maçons, deux d’entre eux prirent la peine d’en faire une réfutation : l’historien allemand Joseph Gottfried Findel et l’écrivain anglais Arthur Edward Waite. Dans Devil Worship in France (1896), ce dernier fit un rapport critique des ouvrages de Léo Taxil (y compris sous ses pseudonymes Adolphe Ricoux, docteur Bataille et Diana Vaughan) et de ses associés (Domenico Margiotta, Jules Doinel, Abel Clarin de la Rive, Leo Meurin), qui prétendaient prouver l’existence d’un culte satanique dans la franc-maçonnerie. Waite y dénonçait « une des plus extraordinaires escroqueries littéraires du XIXe siècle, voire de toute l’histoire », concluant que les accusations de satanisme se révélaient fausses quand elles étaient vérifiables, et qu’au lieu d’un Palladium mondial, il n’y avait que les inventions d’une poignée d’auteurs français, exploitant la crédulité des masses catholiques à leur profit.
Arthur Edward Waite révélait des plagiats du Dogme et rituel de la haute magie d’Éliphas Lévi dans toutes les publications de Taxil, des Frères Trois-Points aux Mémoires d’une ex-palladiste ; ces emprunts auraient pu s’expliquer en acceptant les thèses de Taxil, qui prétendait qu’Éliphas Lévi était un sorcier diabolique et précurseur du Palladium fondé en 1870 ; Waite démontrait que les doctrines de Lévi étaient incompatibles avec le manichéisme ou le satanisme qu’on lui imputait.
Sans surprise, Taxil ignora ces réfutations : sous la signature de Diana Vaughan, il avança que Findel et Waite étaient des palladistes qui niaient logiquement l’existence de leur obédience.
Si, dans sa période anticléricale, Léo Taxil avait dû répondre de nombreuses fois devant les tribunaux pour avoir diffamé la religion catholique ou ses représentants, il subit peu de conséquences judiciaires à cause des ouvrages antimaçonniques (les personnalités maçonnes mises en cause étaient souvent mortes ou fictives). Il fut cependant condamné pour diffamation à l’encontre de Lucie Claraz, une catholique suisse de Fribourg, qui avait lancé un appel aux dons afin de transformer en chapelle catholique un ancien temple maçonnique, dont son beau-frère avait été le Vénérable ; Lucie Claraz était de plus en conflit avec son prêtre, qui lui refusait la communion. La Revue Mensuelle, dans ses numéros de mai et juin 1894, avançait que Lucie Claraz était en fait la grande-maîtresse de la loge La Régénérée et qu’elle avait dupé les catholiques pour financer son culte de Lucifer, incluant orgies et profanations d’hosties. Le procès devant le tribunal de la Seine aboutit le 15 janvier 1896 à la condamnation de Pierre Peyre, gérant de la Revue Mensuelle à 100 francs de dommages-intérêts, et à la publication du jugement,.

### Remises en cause et révélation de la mystification

#### Doutes sur la sincérité de Léo Taxil
Tout au long des douze ans de l’affaire, des doutes pesaient sur la conversion de Taxil.
S’il affirmait avoir liquidé la Librairie Anti-cléricale au moment de sa conversion, et avoir fait mettre les derniers stocks au pilon, sa femme était accusée de vendre ses anciens ouvrages anticléricaux. De plus, plusieurs livres anticléricaux inédits de Léo Taxil paraissaient, dont, en 1889, un ouvrage pornographique, Les Splendeurs de la Charité chrétienne des sœurs de Saint-Vincent-de-Paul, qui accusait les nonnes de pratiquer la sodomie avec leurs confesseurs.
En 1891, il intenta un procès à Letouzey et Ané, la maison d’édition proche de l’archevêché qui avait publié ses premiers ouvrages antimaçonniques. Taxil entendait faire valoir ses droits d’auteur, qui n’avaient pas été versés pour tous les exemplaires écoulés. Après avoir obtenu réparation, il publia un essai sous le titre Les éditeurs de Saint-Sulpice, compte-rendu d’un procès entre un auteur et deux éditeurs, où il mettait en cause le séminaire Saint-Sulpice dont un prêtre était l’oncle d’un des deux éditeurs.
À la même période, plusieurs sources affirmaient que Léo Taxil chantait des chansons anticléricales dans des guinguettes du Quartier Latin,.
Si l’on examine des écrits de Taxil lui-même, il admettait ouvertement ses tendances à la mystification : il reconnaissait avoir menti systématiquement dans sa période anticléricale. Dans son autobiographie, Confessions d’un ex-libre penseur, il se vantait d’avoir mystifié le journal La Bataille, auprès duquel il se faisait passer pour un secrétaire de l’archevêché de Paris, le journal aurait publié ses inventions extravagantes. Il avouait également des canulars grotesques dans ses romans historiques, où il faisait « de vrais défis à la crédulité publique », et parlant de ses collaborateurs, « on se tordait littéralement, à force de rire, lorsqu’on imaginait quelque bouffonne impossibilité, et l’on se demandait comment on pourrait la faire prendre au sérieux par le vulgaire », et il assurait que ses lecteurs acceptaient ses mensonges sans rechigner.

#### Aveux des collaborateurs
Léo Taxil dut faire face à la défection de ses associés. Domenico Margiotta affirma dès avril 1896 que Diana Vaughan ne s’était nullement convertie et continuait de pratiquer le palladisme, l’auteur des Mémoires d’une ex-palladiste serait un imposteur. Le 2 novembre 1896, il télégraphia à La Libre Parole que l’épouse de Taxil endossait le rôle de Diana Vaughan. Il témoigna ensuite dans La France Libre de Lyon, cette fois il nia avoir jamais rencontré l’ex-palladiste et avoua avoir signé un « contrat barbare » avec Taxil, par lequel il collaborait à la mystification en échange d’une partie des bénéfices.
Le journal allemand Kölnische Volkszeitung révéla, le 13 octobre 1896, que Charles Hacks était un libre-penseur combattant les catholiques : l’homme qui donna une conférence en 1893, se présentant comme le Dr Bataille, avait publié en 1892 un ouvrage résolument athée intitulé Le Geste. Cela força Hacks à avouer son rôle dans l’affaire par une série de lettres envoyées à Kölnische Volkszeitung, à l’Univers et à La Libre Parole. Il admit que contrairement à son personnage, le catholique Dr Bataille, il était un libre-penseur et « bouffon littéraire », qui souhaitait à la fois se moquer de la crédulité catholique et compléter ses revenus de médecin. Il admit avoir collaboré sur le premier volume du Diable au XIXe siècle, mais nia toute implication concernant Diana Vaughan.
Léo Taxil réagit à ces défections sous la plume de Diana Vaughan, en dénonçant une « grande manœuvre contre la manifestation de la vérité », Vaughan serait restée froide aux avances de Margiotta, puis celui-ci aurait tenté de lui soutirer une centaine de milliers de francs pour faire réparer sa maison à Palmi ; les aveux de Margiotta étaient présentés comme une simple vengeance personnelle. Il publia sous deux autres pseudonymes, Adolphe Ricoux et E. Viator, prétendant que Margiotta et Hacks s’étaient vendus à la franc-maçonnerie.

#### Le congrès antimaçonnique de Trente

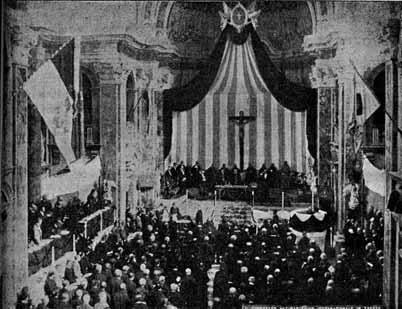
Photographie du congrès antimaçonnique de Trente.

À la même période, le congrès antimaçonnique de Trente fut à la fois une consécration pour Léo Taxil et le théâtre de sérieuses remises en question de la littérature palladique.
Ce grand rassemblement des anti-maçons catholiques européens eut lieu du 26 au 30 septembre 1896, dans une ville de l’Empire Austro-Hongrois connue pour le concile où l’Église organisa sa riposte contre la réforme protestante. Léo Taxil était impliqué dans ses préparatifs du congrès et il a pu faire passer ses thèses, au point que les actes du congrès définirent la franc-maçonnerie comme une « secte manichéenne » dévouée au « culte de Satan ou Lucifer, adoré dans les arrière-loges par opposition au Dieu des catholiques » ; de même, on déclara que le spiritisme était une ruse maçonnique pour mener les hommes à la perdition. Léo Taxil était populaire parmi les congressistes et il se faisait remarquer pour sa tenue et ses insignes du Labarum antimaçonnique, il fut plusieurs fois ovationné et qualifié de saint.
Un délégué allemand, Gratzfeld, exprima ses doutes sur l’existence de Diana Vaughan et dénonça une imposture. Une séance spéciale fut consacrée le 29 septembre 1896 à l’existence de Diana Vaughan, où Baumgarten exigea qu’on rende public son acte de naissance. Léo Taxil répliqua qu’elle n’en avait pas, car les registres d’état-civil étaient mal tenus au Kentucky où elle était née. On demanda alors à Taxil de révéler le certificat du prêtre qui l’avait baptisée, les noms de son parrain et sa marraine et de l’évêque qui avait autorisé sa première communion. L'ex-libre-penseur déclara avoir toutes les preuves en main, mais il refusa de les exhiber pour ne pas compromettre la sécurité de Diana Vaughan, qu’il disait « condamnée à mort par les loges ». On annonça qu’une commission serait formée à Rome pour examiner le cas de Diana Vaughan,.
Les résolutions du congrès témoignent d’une défiance envers Léo Taxil. La première stipule que l’action antimaçonnique ne doit se baser que sur une connaissance exacte de la franc-maçonnerie et recommande aux auteurs catholiques « d’éviter de produire des livres dont le succès est peut-être plus facile et la vente plus copieuse, mais dans lesquels il est impossible de discerner ce qui est vrai de ce qui est faux. » La quatrième et dernière résolution met en garde contre plusieurs catégories de militants antimaçonniques peu fiables et à la sincérité incertaine :
- des convertis sincères auxquels il manque « une retenue et une humilité » que leurs fautes passées devraient leur inspirer ;
- des opportunistes qui exploitent leur conversion comme un moyen de tirer un profit personnel ;
- « des hypocrites et des espions qui se disent convertis quand ils ne le sont point, qui ne cherchent qu’à tromper notre crédulité en nous racontant de soi-disant secrets, et à s’infiltrer parmi nous pour renseigner sur nos agissements ceux qui sont toujours leurs chefs »[84].

Le 22 janvier 1897, la commission romaine rendit des conclusions prudentes, affirmant qu’elle n’avait pas trouvé de preuves confirmant ou infirmant l’existence de Diana Vaughan. Elle gardait la même réserve sur son baptême et ses ouvrages.
Le père jésuite Eugène Portalié déclara, dans la revue Études religieuses, historiques et littéraires du 14 novembre 1896, que le congrès de Trente marquait la « fin d’une mystification » ; il jugeait que les écrits du Dr Bataille et de Diana Vaughan faisaient partie d’une même imposture, menée par des libres-penseurs, pour discréditer les efforts antimaçonniques de l’Église et tirer un profit financier de la crédulité des catholiques. Estimant que les récits surnaturels sur le palladisme jetaient le ridicule sur l’Église, il incitait les catholiques à la plus grande prudence, attendu que les récits miraculeux ne devaient être publiés que sur autorisation épiscopale.

#### La conférence du 19 avril 1897

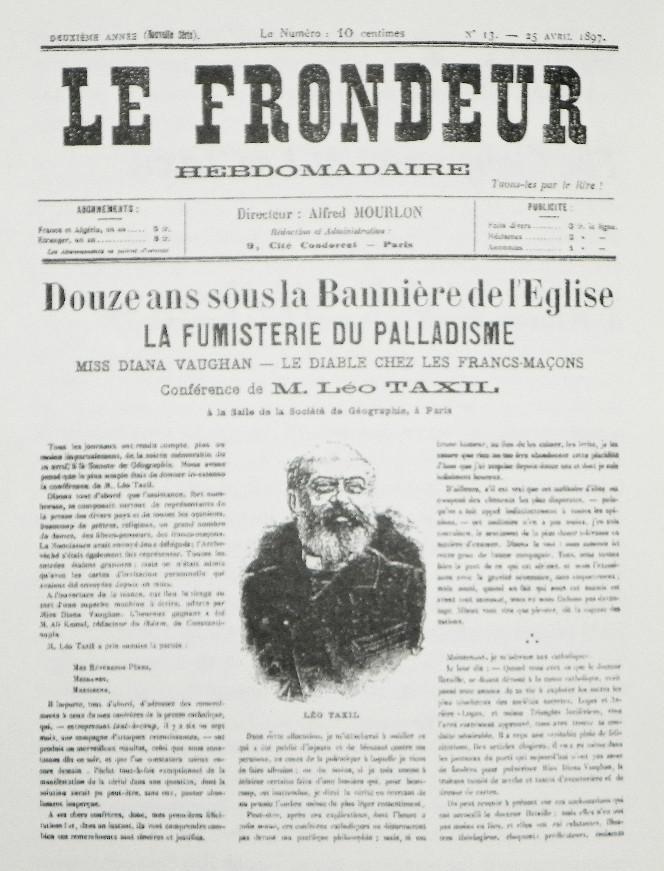
Couverture du journal Le Frondeur, qui reprit le texte de la conférence de Léo Taxil.

Abel Clarin de La Rive mena une enquête qui finit par confondre Léo Taxil. Celui-ci annonça alors la « manifestation publique » de Diana Vaughan, dans une tournée européenne devant commencer le lundi de Pâques, 19 avril 1897 à Paris, pour s’achever le 15 mai 1897 à Rome. L’ex-palladiste promettait même la projection de documents sensationnels pendant sa conférence du 19 avril 1897 : des « documents de famille » prouvant l’histoire fabuleuse de Thomas Vaughan, ses diplômes palladiques, des preuves du satanisme d’Albert Pike et même la photographie d’un « autel de Satan ». La conférence promise était intitulée Le Palladisme terrassé, et devait être précédée d’un discours de Léo Taxil, Douze ans sous la bannière de l’Église, celui-ci devant annoncer son retrait de la lutte antimaçonnique. Le 19 avril 1897 donc, lors d’une conférence organisée à la Société de géographie devant des journalistes français et étrangers médusés, des délégués de la nonciature et de l’archevêché, des francs-maçons et des libres-penseurs, Jogand-Pagès apparut seul sur l’estrade et dévoila lui-même son imposture, qualifiant la supercherie d’« aimable plaisanterie ». Ses propos suscitèrent un tel scandale que la police dut intervenir pour calmer l’assistance et protéger l’auteur.
Pour justifier une mystification de douze ans, Léo Taxil se définissait comme un fumiste de longue date, citant deux anecdotes de sa jeunesse. En 1873, alors qu’il était adolescent sous l’état de siège à Marseille, il aurait inventé l’infestation du port par des requins, écrivant à la municipalité des lettres signées par des pêcheurs fictifs. La municipalité aurait alors fait appel au général Henri Espivent de La Villesboisnet pour qu’un remorqueur parte à la chasse aux requins avec cent hommes, qui bien sûr ne trouva aucun squale. Plus tard, exilé à Genève, il aurait fait courir la rumeur d’une cité romaine noyée dans le Lac Léman, il ajoutait qu’on venait de toute l’Europe tenter de constater cette découverte et qu’un archéologue polonais aurait cru distinguer un forum et une statue équestre.
Taxil prétendait n’avoir conçu sa mystification qu’avec deux collaborateurs. Le premier était Charles Hacks, un Marseillais ami d’enfance et ancien médecin de marine qui avait parcouru l’Asie. Avant de l’associer à son entreprise, Léo Taxil l’aurait d’abord mystifié en lui faisant croire à l’existence de Sophia Walder et du palladisme. Dans Le Diable au XIXe siècle, Hacks plantait un décor basé sur ses voyages, tandis que Taxil inventait la « partie technique du palladisme ». Léo Taxil avait choisi le pseudonyme de Dr Bataille en référence à un ses amis, le fumiste Eugène Bataille, dit Sapeck. Quant à Diana Vaughan, elle aurait été une personne réelle, de lointaine ascendance américaine, mais ni maçonne, ni sataniste : elle serait une dactylographe représentant une entreprise américaine de machines à écrire et très amusée de sa participation à la mystification. Il affirmait la payer 150 francs par mois pour recopier des manuscrits. Taxil niait toute collaboration réelle avec Margiotta, dont il dit qu’il « s’enrôla en mystifié et le fut plus que tous les autres ». Margiotta aurait publié ses propres révélations sur le palladisme de sa propre initiative. En 1896, la défection de Charles Hacks aurait été une mise en scène concertée avec Taxil pour éviter que l’affaire ne tombe dans l’oubli. Margiotta aurait alors inventé un contrat passé avec Taxil, préférant passer pour un mystificateur que pour un naïf.
Le canular a parfois été considéré comme un complot échelonné sur plusieurs années par Léo Taxil dans le but avoué d’appliquer in fine aux dépens de l'Église catholique romaine la maxime qui avait fait le succès du journaliste libre-penseur : Tuons-les par le rire. Cette interprétation conjecture que le mystificateur était de bonne foi durant sa conférence de presse. Cependant, il semble que Taxil en voulait aux francs-maçons en raison de son exclusion passée et que sa supercherie lucrative relevait essentiellement de l’opportunisme.

#### Les réactions des mystifiés

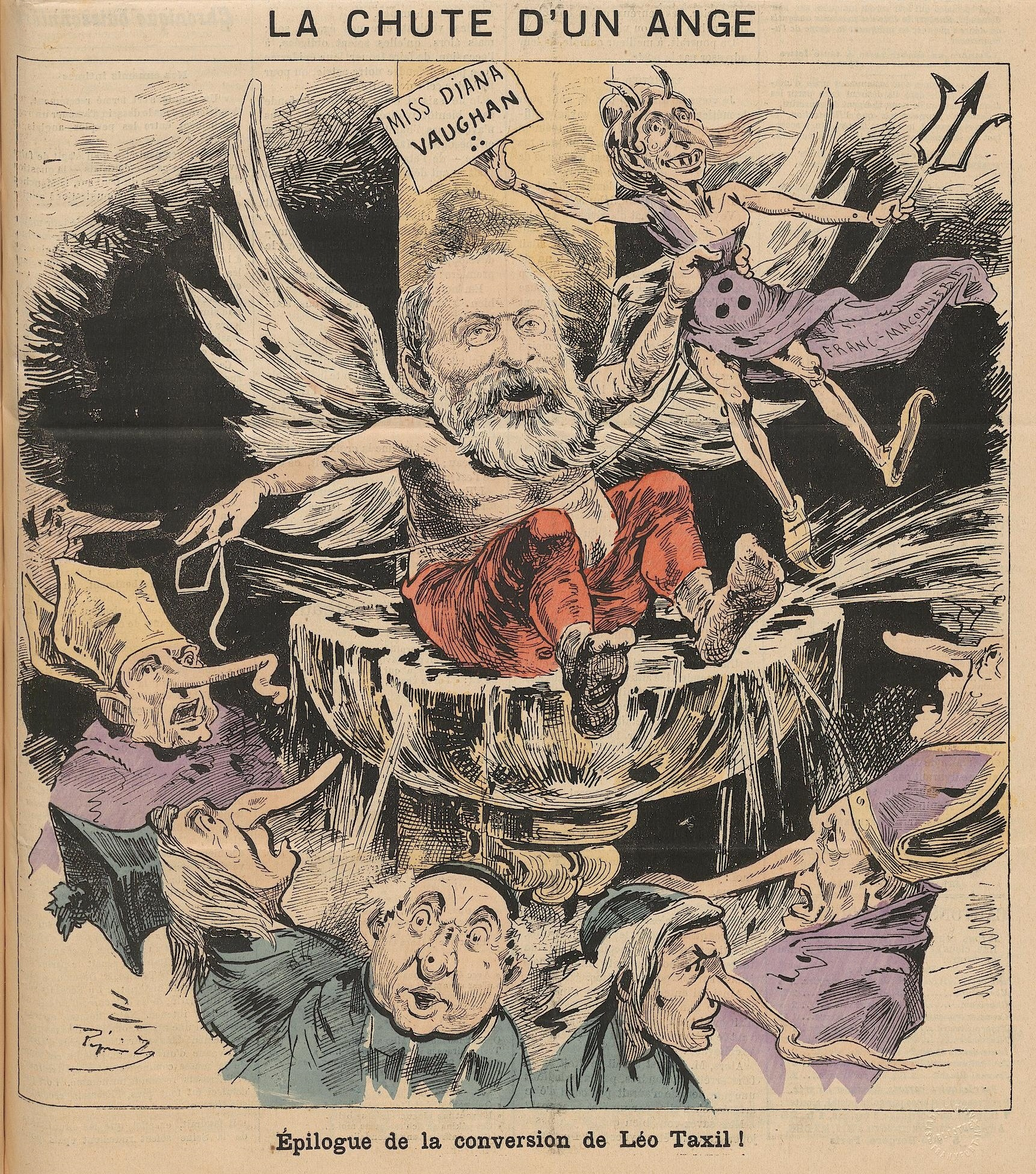
Caricature du Grelot évoquant le désarroi des catholiques après la révélation de l’imposture.

La colère et l’indignation prédominaient chez les catholiques mystifiés présents à la conférence. Parmi les cris de l’assistance, l’écrivain Julien de Narfon apostropha Taxil : « Vous n’avez pas l’air de vous douter que vous êtes une immonde fripouille ». Léo Taxil avait anticipé ces réactions en faisant confisquer les cannes et parapluies à l’entrée de la salle, néanmoins l’atmosphère était si tendue que la police dut l’escorter dans un café voisin. Le chanoine Mustel, soutien de longue date de Taxil, écrivit peu après, dans sa Revue catholique de Coutances, que « lorsque l’Enfer engloutira cette immonde proie [Léo Taxil], les damnés éprouveront un sentiment de dégoût et que toute cette tourbe de maudits courbera plus bas la tête, sous la confusion d’un avilissement nouveau ». Il reconnaissait l’habileté de la mystification, les inventions de Taxil n’ont jamais été condamnées officiellement, car leur auteur avait joué de la politique de l’Église en matière de phénomènes surnaturels : si le récit de nouveaux miracles est soumis à l’autorisation de la hiérarchie, Taxil a pu librement inventer les miracles des démons et de Jeanne d’Arc, non encore canonisée.
Certains peinèrent à admettre qu’on les avait trompés, des interprétations complotistes de l’affaire ne tardèrent pas à apparaître. Le lendemain, Abel Clarin de la Rive, tout en exprimant son mépris pour le mystificateur, se disait insatisfait de l’explication de Léo Taxil à propos de Diana Vaughan, il envisageait que le premier aurait pu assassiner la seconde. Le prêtre toulousain Gabriel-Marie-Eugène de La Tour de Noé reprit la même idée, mais avec certitude, dans la brochure La Vérité sur miss Diana Vaughan la sainte et Taxil le tartufe : il accusait Léo Taxil d’avoir trahi Diana Vaughan pour le compte des francs-maçons, l’ex-palladiste aurait été supprimée avant la conférence. Giovanni Fassicomo, éditeur génois des ouvrages de Taxil, livra une thèse quelque peu différente : il affirmait que les francs-maçons avaient assassiné Diana Vaughan et Léo Taxil et remplacé ce dernier par un imposteur très ressemblant, c’est un Taxil « artificiel » qui aurait donné la conférence du 19 avril 1897.
Thérèse de Lisieux, gravement éprouvée par la tuberculose, apprit le résultat de la conférence le 21 avril ; se sentant humiliée, elle déchira et brûla la lettre de Diana Vaughan et s’efforça d’effacer les références à celle-ci dans ses écrits.

#### Répercussions
Au cours de l’année 1897, Abel Clarin de la Rive continua à enquêter sur Diana Vaughan, persuadé de son existence, quoique niant le scénario de la représentante en machines à écrire. Après avoir interrogé un voyant, avoir cru la localiser en Angleterre ou dans un couvent, et même envisagé qu’elle était revenue au palladisme, il abandonna complètement les thèses de Taxil, et continua son activité antimaçonnique sur des bases plus rationnelles et politiques à la tête de la France chrétienne antimaçonnique.
Arthur Edward Waite, de son côté acquit la conviction qu’aucune Diana Vaughan des États-Unis n’était apparentée à Thomas Vaughan, ni n’appartenait à une famille de propriétaire terriens de Louisville (Kentucky). Selon ses recherches, non publiées de son vivant, il trouva un témoignage écrit significatif d’un certain « William Oscar Roone », que Massimo Introvigne identifie à William Oscar Roome (1840-1920), banquier et gendre d’Albert Pike. Le témoin affirmait connaître une Diana Vaughan, issue d’une famille protestante du Kentucky, qui aurait été internée dans un asile pour des problèmes psychiatriques ; elle aurait probablement voyagé jusqu'à Paris, où des opportunistes auraient exploité ses hallucinations. Waite jugeait la thèse vraisemblable, sans être certain de l’authenticité du document.
Après sa conférence, Léo Taxil reprit sa carrière d’auteur anticlérical, à la fois en rééditant des ouvrages d’avant sa conversion, et en publiant quelques nouveaux livres et revues dans ce registre. Il adopta le pseudonyme de Prosper Manin pour deux romans pornographiques sans connotation anticléricale. À partir de 1904, sous le nom de Jeanne Savarin, il se fit auteur de manuels pratiques à destinations des ménagères (cuisine, achats domestiques), notamment L’art de bien acheter : un « guide […] contre les fraudes de l’alimentation, moyens pratiques de reconnaître toutes les tromperies ». Il s’établit vers 1899 à Sceaux. Dans un entretien donné au National Magazine de Boston, il affirma à nouveau que le but de sa mystification était de s’amuser de la crédulité du public, il estimait avoir inventé « une nouvelle forme d’humour » en faisant passer des histoires fantaisistes pour des faits réels ; selon lui, l’appât du gain était un objectif secondaire. Dans les mois précédant sa mort, il peinait à convaincre les éditeurs de le publier et menait un train de vie modeste, travaillant comme correcteur dans une imprimerie. Il mourut le 31 mars 1907, dans un oubli relatif.

## Analyses historiques
Lors de sa conférence du 19 avril 1897, Léo Taxil prétendit donner des explications complètes sur sa mystification, lesquelles furent largement mises en doute par ses contemporains. Plusieurs questions importantes restent ouvertes sur des points-clé de l’affaire.

### Motivations de Taxil
Pour expliquer la mystification, la plupart des observateurs évoquaient les gains financiers d’une série de livres et de revues achetés par une large clientèle catholique. Le diable au xixe siècle a par exemple rapporté 300.000 francs à ses auteurs.

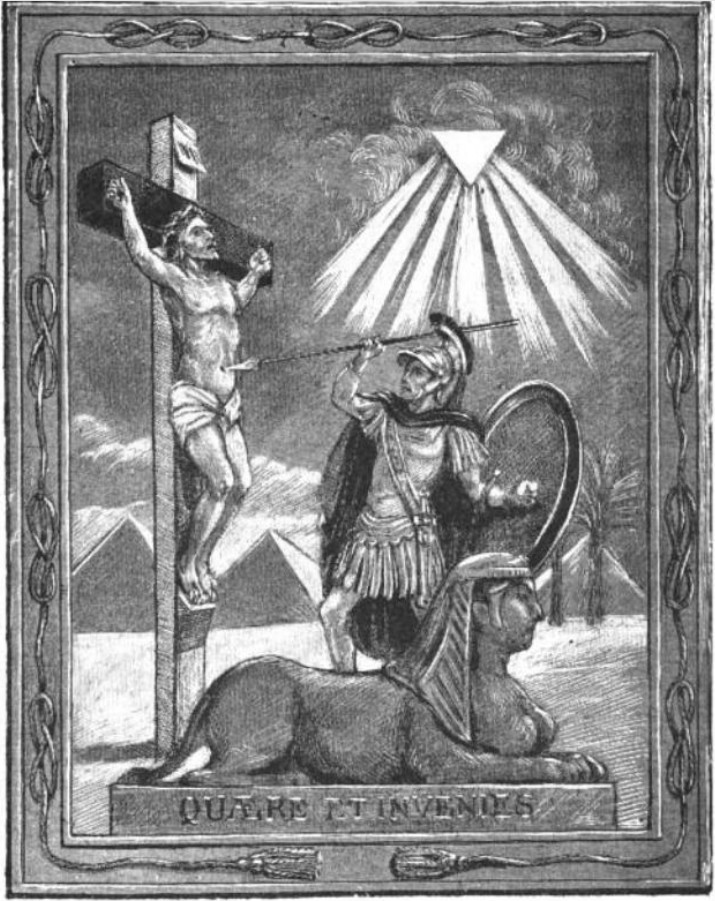
Dans le tableau de la mort du Christ selon Léo Taxil, Jésus-Christ est transpercé au nombril sous le regard de Lucifer.

On peut également voir dans la mystification un prolongement des publications anticléricales de Léo Taxil avant sa conversion. D’une part, il pouvait continuer à répandre des blasphèmes, non pas en son propre nom, mais en les attribuant à des lucifériens qui maudissaient Dieu et glorifiaient Satan. D’autre part, on peut voir le Palladium comme un pastiche de la religion catholique, un « catholicisme à rebours » (selon Huysmans), que Taxil et ses associés se plaisaient à dénoncer comme une invention grossière ; ces écrits tourneraient en fait en dérision la religion catholique.
D’autres auteurs ont vu une manœuvre de la franc-maçonnerie destinée à semer la confusion parmi les militants antimaçonniques, ou bien un plan concerté de l’Église pour diffamer les francs-maçons. Massimo Introvigne rejette ces deux thèses, estimant que les dénonciateurs de ces larges complots surestiment la force supposée de leur adversaire, alors que les milieux catholiques et franc-maçons étaient profondément divisés.
Selon Ruben van Luijk, Taxil a probablement été guidé et financé par les milieux ultramontains, voire le Vatican ; il cite l’intervention de prélats éminents (notamment le nonce à Paris) qui ont entouré sa conversion et l’ont aidé à relancer sa carrière en 1885 ; il estime que l’action de Taxil allait dans le sens du ralliement mené par l’Église à cette époque : même s’il lançait les accusations les plus féroces contres des politiciens étrangers (et particulièrement italiens), Taxil attaquait relativement peu les hommes politiques français, de plus, au sein de la presse catholique, les journaux pro-Taxil étaient les plus proches du Vatican et partisans du ralliement, tandis que ceux qui ont le plus vigoureusement dénoncé son imposture étaient mal contrôlés par l’Église et s’opposaient au ralliement.

### Auteurs de la mystification
Les ouvrages de l’affaire totalisent environ dix-mille pages, et la question se pose de savoir si Taxil a tout écrit lui-même, avec l’aide ponctuelle de Charles Hacks, comme il l’a affirmé, ou s’il a fait appel à d’autres auteurs restés dans l’ombre.
Massimo Introvigne penche pour la seconde hypothèse, et estime qu’il avait plusieurs collaborateurs, et que Charles Hacks a probablement plus contribué à la mystification qu’il n’a voulu l’admettre. Au contraire, Ruben van Luijk estime que Léo Taxil a pu tout rédiger seul, car il était un auteur assez prolifique, qui de plus remplissait des volumes par des plagiats, de larges citations, et la reprise de ses propres textes entre ses livres et revues.

### Existence de Diana Vaughan
Léo Taxil avançait que Diana Vaughan était une dactylographe d’origine américaine qu’il employait à recopier des manuscrits. Cependant, les journalistes qui ont enquêté à son sujet n’ont pu identifier cette personne.
Les historiens s’accordent largement à la considérer comme un personnage fictif. Massimo Introvigne estime que Diana Vaughan n’existe pas plus que son éternelle rivale Sophia Walder, dont le supposé père Philéas Walder était un haut dignitaire de l’Église de Jésus-Christ des saints des derniers jours ; or, les registres très bien tenus de cette église ne font état ni d’un Philéas Walder, ni de sa fille.
Cependant, il est certain que Léo Taxil a employé une ou plusieurs femmes à jouer le rôle de Diana Vaughan devant des témoins qui rapporteraient publiquement son existence. Selon les témoignages, cette jeune femme d’à peine trente ans avait la prestance d’une bourgeoise et parlait français « sans accent ». Diverses hypothèses couraient à propos du personnage : certains, comme Margiotta, y voyaient la propre épouse de Léo Taxil (qui ne correspondait pas à la description de Diana Vaughan) ; d’autres pensaient que Taxil avait engagé une demi-mondaine.
Au cours de ses recherches, Arthur Edward Waite formula l’hypothèse que Diana Vaughan aurait réellement existé, mais aurait été une affabulatrice atteinte de troubles mentaux, et servant de source à Léo Taxil. Cette idée est reprise dans le roman Le Cimetière de Prague d’Umberto Eco, mais le témoignage sur lequel elle se base est sujet à caution, car celui-ci a été également publié par Léo Taxil dans les Mémoires d’une ex-palladiste. Sans souscrire tout à fait à cette hypothèse, Massimo Introvigne envisage qu’une femme démente et mythomane ait pu incarner le personnage de Diana Vaughan pour les besoins de Taxil.
Selon Le Matin, Léo Taxil aurait trouvé le nom de Diana Vaughan dans le roman Rob Roy de Walter Scott.

### Taxil et l’antisémitisme

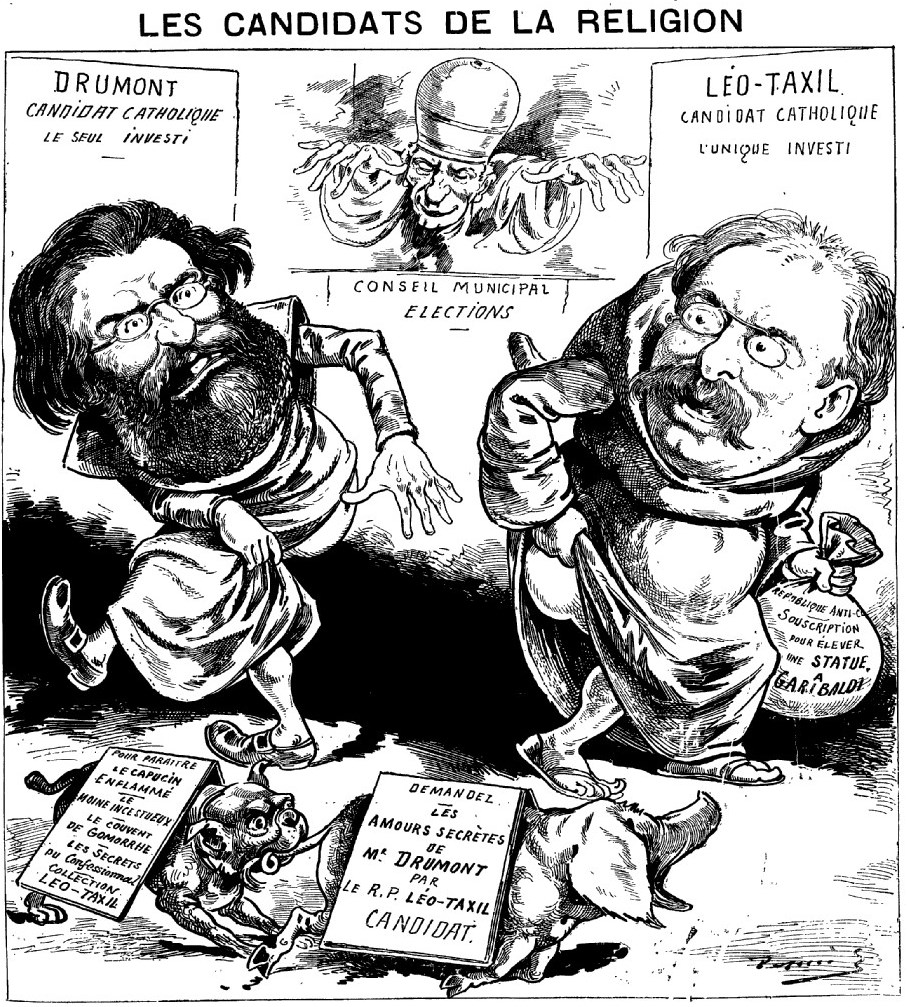
La polémique entre Taxil et Drumont, vue par Le Grelot.

L’antisémitisme était très courant parmi les auteurs antimaçonniques liés à l’Église, au premier chef les évêques Fava et Meurin liaient la franc-maçonnerie au judaïsme. Il est difficile de discerner si Taxil était réellement antisémite.
D’un côté, il se gardait de faire des déclarations antisémites sous son pseudonyme de Léo Taxil, et il exprimait même du mépris pour les opinions antisémites, comme l’ont illustré ses démêlés avec Édouard Drumont. Sous l’impulsion de l’Archevêché de Paris, Léo Taxil avait d’abord tenté un rapprochement avec la Ligue nationale anti-sémitique de France de Drumont, mais il fut éconduit. Quand Drumont se présenta aux élections municipales de mai 1890 dans le quartier parisien du Gros Caillou (7e arrondissement), Léo Taxil se porta candidat face à lui : il se présentait comme défenseur de la religion, s’opposant à un candidat dit catholique, mais lié à des socialistes révolutionnaires. Il s’ensuivit une violente polémique entre les deux publicistes ; Drumont avançait que Taxil était payé par les Juifs pour lui nuire, et rappelait les anciens écrits anticléricaux de Taxil pour écorner la réputation du converti ; de son côté, Taxil publia un pamphlet titre Monsieur Drumont, étude psychologique, où il mettait en cause la santé mentale de son adversaire et faisait de son antisémitisme une maladie psychiatrique.
D’un autre côté, à partir de 1892, Taxil n’hésita plus à intégrer des opinions antisémites dans des écrits signés docteur Bataille ou Diana Vaughan, et en particulier dans les pages consacrées à Adriano Lemmi et Paul Rosen. Le prétendu docteur Bataille regrettait que Léo Taxil n’ait « pas porté ses investigations du côté de la juiverie maçonnique », tout en louant la perspicacité de Drumont, avant de consacrer une centaine de pages aux « juifs dans la franc-maçonnerie ». Selon Ruben van Luijk, ce revirement avait pour but de répondre aux attentes d’un lectorat en partie antisémite, mais aussi de compromettre Drumont dans son imposture. La correspondance de Taxil avec Margiotta montre qu’il avait envoyé à Drumont le livre Le Palladisme de Margiotta pour faire passer ses thèses sur l’implication juive dans la franc-maçonnerie auprès du polémiste antisémite, mais celui-ci ne fit usage de ce livre.

## Univers de fiction
Pendant plus d’une décennie, Léo Taxil a d’abord développé un univers de fiction centré sur la franc-maçonnerie et inspiré de sa propre expérience maçonnique, de rituels qu’il a consultés et d’ouvrages anti-maçonniques antérieurs. À partir du Diable au XIXe siècle, il s’orienta vers le satanisme et le surnaturel, tout en puisant dans le roman d’aventures.

### Description de la franc-maçonnerie
À l’instar de l'archevêque Leo Meurin et de l’évêque Amand-Joseph Fava, Taxil soutenait que la franc-maçonnerie était la religion de Satan. L’initiation aurait pour but d’éloigner les chrétiens de l’orthodoxie par des doctrines hérétiques, puis de les amener à adorer le diable :
- Au grade d'apprenti (1er), le déisme serait qualifié de « religion universelle de l’avenir », et serait « destiné à remplacer les cultes si nombreux qui défigurent la Divinité sur tous les points du globe »[105].
- Au grade de maître (3e), Taxil ré-interprète la légende d'Hiram : il fait de l’artisan un homme supérieur, qui descendrait de Caïn. Caïn est présenté positivement, il ne serait pas le fils d’Adam, mais celui de l’ange de lumière Éblis[106]. Éblis est plus tard identifié à Satan, alors que Dieu est blâmé pour sa jalousie et sa tyrannie. Le Roi Salomon aurait organisé l’assassinat d'Hiram, poussé par la malveillance de son dieu.
- Le grade de « grand maître architecte » (12e) prônerait le gnosticisme, en affirmant que le G de l’étoile flamboyante maçonnique signifie Gnose[107].
- Au grade de rose-croix (18e), on affirme que le vrai sens de l’acronyme INRI est « Igne Natura Renovatur Integra », c’est-à-dire : « La nature est régénérée entièrement par le Feu », signifiant que le feu est la source de la vie et de la liberté et que Jésus est un symbole du soleil. Dans une des mises en scène du rite, la « chambre infernale », on voit le diable et les ennemis de Dieu vivant heureux au milieu des flammes.
- Au grade de grand écossais de Saint-André d’Écosse (29e), les maçons rendraient hommage au Baphomet, « proclamé symbole sacré de la nature »[108].
- Au grade de grand élu chevalier Kadosch, parfait initié (30e), on prétend que la maçonnerie descend de l’Ordre du Temple et qu’elle demande justice au nom de Jacques de Molay, tout en réclamant vengeance contre l’Église catholique et Dieu lui-même, au cri de « Nekam, Adonaï ! »

Selon Taxil, la franc-maçonnerie opère une sélection parmi ses recrues : ceux qui ne s’intéressent qu’à la politique sont limités aux grades symboliques, les ennemis de la religion ont la possibilité de monter plus haut en grade, mais seuls les plus prompts à accepter le patronage de Lucifer peuvent accéder aux plus hauts grades.
Devant les démentis de francs-maçons de hauts grades concernant les loges de femmes et le Palladium, Léo Taxil développa l’idée que certains hauts maçons étaient volontairement tenus dans l’ignorance de ces secrets : les « 33es avec l’anneau » seraient employés à des tâches administratives et on leur cacherait le culte de Lucifer.

### Le Palladium Réformé Nouveau

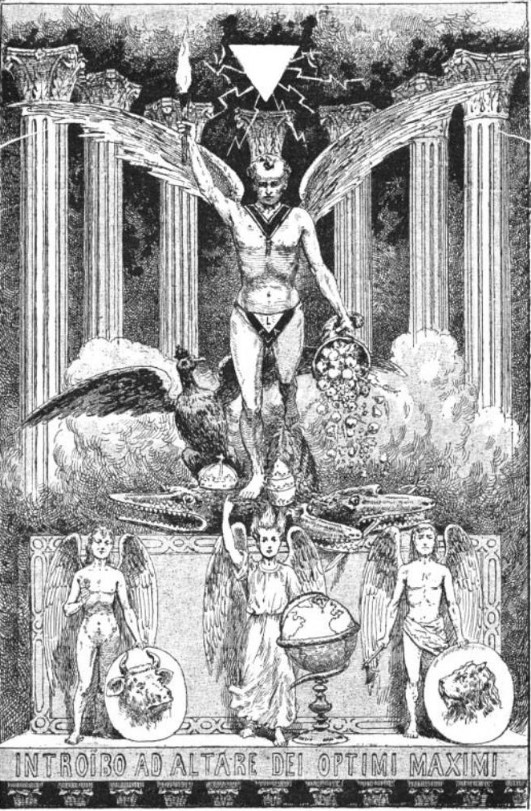
Gravure de l’autel de Lucifer à Charleston, selon le Diable au XIXe siècle.

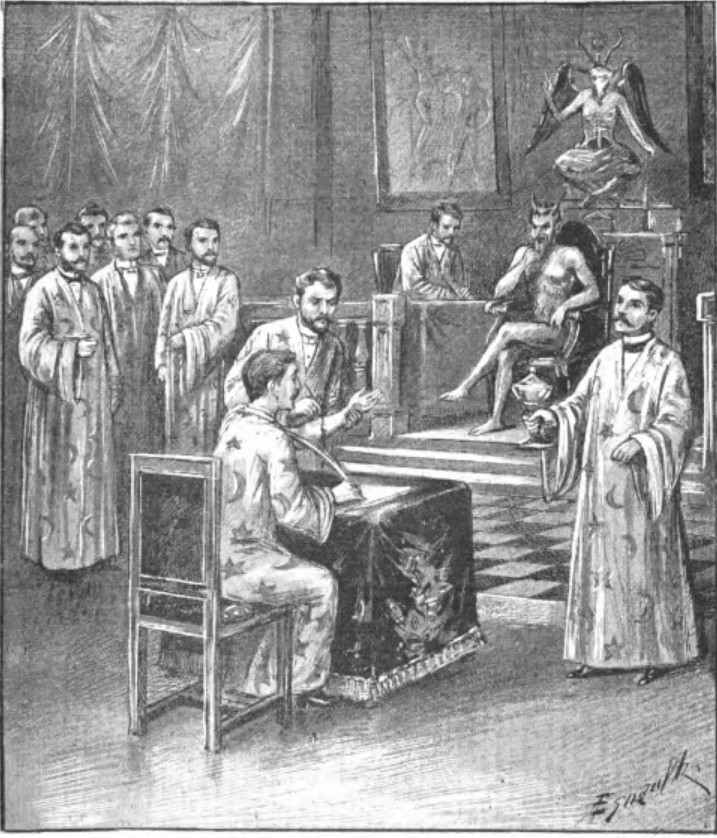
L’initiation d’un Mage Élu : il signe un pacte avec le démon présidant la séance (gravure du Diable au XIXe siècle).

Selon Taxil, le Palladium Réformé Nouveau est un culte luciférien fondé par Albert Pike et Giuseppe Mazzini, le 20 septembre 1870, le jour où le pape Pie IX perdit son pouvoir temporel. Pike aurait pris le titre de « Souverain pontife de la maçonnerie universelle », tandis que Mazzini serait devenu « chef d’action politique ».
Charleston est décrite comme une Rome luciférienne, siège du « Suprême Directoire Dogmatique » du Palladiuù, lequel est dirigé par le « souverain pontife » et les dix membres du « Grand Collège des maçons émérites ». Ces dirigeants ont le privilège de tenir des réunions avec Lucifer chaque vendredi, à trois heures de l’après-midi, pendant lesquelles il leur donne ses instructions. Ces réunions ont lieu dans le principal sanctuaire du palladisme, une salle triangulaire nommée Sanctum Regnum, contenant le Palladium, une statue de Baphomet héritée des Templiers. Dans cette même salle, les palladistes détiendraient la « relique de saint Jacques », un crâne qu’ils croient être celui-ci de Jacques de Molay, lequel s’anime chaque année, le 11 mars, pour parler et cracher des flammes. Les récits de Taxil abondent en anecdotes surnaturelles sur les pratiquants du Palladisme : Albert Pike aurait un pouvoir de téléportation, tandis que la prêtresse Sophia Walder pourrait traverser les murs.
Le Palladium, présent partout dans le monde, est formé par des loges secrètes, appelées Triangles. Le recrutement est ouvert aux maçons des hauts grades et à des spirites déjà acquis à Lucifer. Le Palladium initie à la fois de hommes et des femmes, avec trois grades masculins (« Kadosch du Palladium », « Hiérarque » et « Mage Élu ») et deux grades féminins (« Élue Palladique » et « Maîtresse Templière »). Les rituels de ces initiations consistent en des pastiches anti-chrétiens de la Bible et auraient tous été rédigés par Albert Pike, sauf celui de Mage Élu : Belzébuth tenant à l’écrire lui-même, il l’aurait livré sur un registre (avec l’original en latin et des traductions en sept langues), de plus, l’initiation à ce grade serait toujours présidée par un démon
La théologie palladique est construite en miroir de celle du catholicisme : le dieu des chrétiens, nommé Adonaï, est qualifié de Dieu-Mauvais, il persécuterait injustement l’humanité ; ses anges, les maléakhs sont des créatures insexuées et hideuses. Lucifer, dit le Dieu-Bon est paré de toutes les vertus et présenté comme le seul ami du genre humain. Aux yeux des palladistes, Lucifer et ses daimons sont d’une grande beauté et couronnés de joyaux resplendissants. Lucifer est le maître du « royaume de feu », tandis qu’Adonaï et ses séides vivent dans le « royaume humide ». À la manière des manichéens, les palladistes croient en la réincarnation, et pensent que les fidèles de Lucifer ont la possibilité de le rejoindre dans son « royaume de feu » pour y vivre éternellement dans la félicité, tandis que les élus d’Adonaï connaissent un sort similaire et deviennent maléakhs.
Toute comme les sanctuaires catholiques, les triangles du Palladium ont leurs reliques : ce sont des cadeaux faits par les démons, dont ils se servent pour des sortilèges. Ainsi, une touffe de cheveux de Baal-Zéboub, conservée à Shanghai, aide à la divination, tandis que la queue du lion de Saint-Marc de Louisville servit à Asmodée à châtier les ennemis de Diana Vaughan.
À l’instar du calendrier liturgique romain, les palladistes ont leur propre calendrier liturgique. Ils nomment à leur manière les jours de la semaine et les mois de l’année, ils dédient chaque jour à un démon (au lieu d’un saint), et ont des grandes fêtes répondant à celles du catholicisme : la « première grande fête du Dieu-Bon » remplace Noël, la grande fête de Baal-Zéboub ou celle d’Astarté parodient la Saint-Michel (29 septembre) ou l’Assomption de Marie.
Le livre sacré du Palladisme est l’Apadno, écrit à l’encre verte par Lucifer en personne. Ce livre contiendrait des prophéties eschatologiques, annonçant notamment la naissance de l’Antéchrist en 1962. Il est prédit qu’en 1995, l’Antéchrist apparaîtrait et que le dernier pape, un juif converti, adopterait le satanisme et causerait la ruine de l’Église. En 1999, Lucifer obtiendrait la victoire totale contre Adonaï, lequel serait alors enfermé pour toujours sur la planète Saturne.
Dans le palladisme, le delta retourné (▽) est employé pour marquer les abréviations en remplacement des trois points (∴) de la franc-maçonnerie.

### Personnages

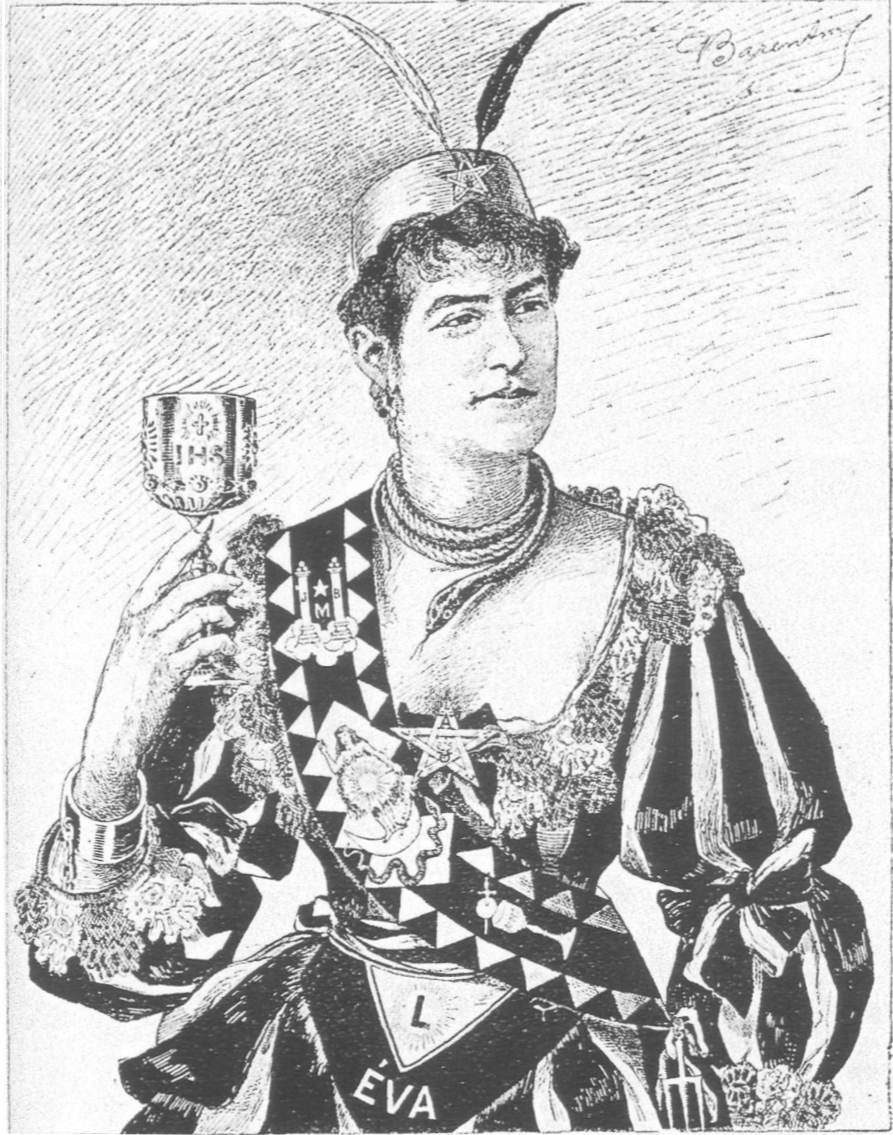
Portrait supposé de Sophia Walder, « grande inspectrice générale en mission permanente, grande maîtresse de la loge-mère le Lotus de France, Suisse et Belgique, première souveraine en Bitru. »

- Diana Vaughan est le personnage principal de la mystification. Étant la fille d'un propriétaire terrien du Kentucky et d’une française protestante des Cévennes, elle partagerait sa vie entre les États-Unis et l’Europe. Elle aurait été élevée dans le satanisme dès son plus jeune âge, nommée grande prêtresse par Lucifer, et fiancée au démon Asmodée. Dans les Mémoires d’une ex-palladiste parfaite, initiée, indépendante, elle expliquait être entrée en conflit avec d’autres palladistes, au sujet un rituel de profanation d'hostie, qu'elle refusait d'accomplir. Ceci l'aurait amenée à provoquer un schisme dans le Palladisme, puis à rompre avec le satanisme. Elle devrait sa conversion au catholicisme à Jeanne d'Arc, tout comme Léo Taxil. À la fin de la mystification, Léo Taxil prétendit que Diana Vaughan était une complice ayant prêté son nom à un personnage fictif, mais aucune Diana Vaughan n’a été présentée au public.
- Sophia Sapho Walder est une palladiste inventée par Taxil[117] et ennemie jurée de Diana Vaughan. Elle serait la fille d’un pasteur mormon de l’Utah nommé Phileas Walder et de la Danoise Ida Jacobsen. Taxil affirme que le Diable est son véritable père, que le démon Bitru l’a allaitée, avant de devenir son fiancé, et qu’elle deviendrait l’arrière-grand-mère de l’Antéchrist. Le 29 septembre 1896, à Jérusalem, elle devait donner naissance à l'âge de trente-trois ans à une fille. Celle-ci, à l’âge de trente-trois ans, mettrait au monde une fille, des œuvres du démon Decarabia. Un autre démon devait féconder cette dernière, qui accoucherait, toujours à trente-trois ans, de l’Antéchrist, en 1962.
- Le général Albert Pike, réformateur du Rite écossais ancien et accepté et dirigeant de la franc-maçonnerie, serait le chef spirituel du Palladisme, dont la direction politique était assurée par Adriano Lemmi. Il aurait d’abord été un alchimiste et adorateur des dieux gréco-romains. Les Hébreux Coré, Dathan et Abiron lui seraient apparus, surgissant d’un rocher, pour le convertir au culte du "Dieu-Bon" Lucifer et lui donner un fragment de la pierre philosophale[118].
- Thomas Vaughan, alchimiste anglais, aurait offert à Lucifer le sang de l’archevêque William Laud afin d’obtenir trente-trois ans de vie pour la propagation du satanisme. Il aurait eu pour épouse la démone Vénus-Astarté, qui lui aurait donné onze jours plus tard une fille prénommée Diana, elle-même l’ancêtre de Diana Vaughan. Il ne serait pas mort de mort naturelle, mais Lucifer l’aurait emporté dans son "Royaume de feu" en 1678, alors qu’il résidait à Amsterdam. Son esprit se manifesterait grâce à une flèche de fer conservée à La Valette : celle-ci écrirait en lettres vertes et sans encre, pour raconter sa disparition miraculeuse[119].
- Adriano Lemmi, homme politique italien, aurait fondé le Palladisme avec Albert Pike. D’abord chef politique de la secte, il en serait devenu le chef suprême à la mort de Pike en 1891. Son rôle supposé est décrit dans Souvenirs d'un trente-troisième : Adriano Lemmi, chef suprême des francs-maçons de Domenico Margiotta.

## Postérité antimaçonnique

Affiche publicitaire d'Albert Guillaume pour Le Diable au XIXe siècle, ouvrage de Léo Taxil écrit en collaboration avec Charles Hacks et publié sous le pseudonyme collectif de « Dr Bataille » en 1895. Ce livre constitue un apport littéraire au canular.

En dépit de la conférence de presse du 19 avril 1897, l'œuvre antimaçonnique de Taxil a continué d'exercer son influence dans certains milieux (catholiques traditionalistes, nationalistes, antidreyfusards). Ceux-ci n'ont jamais véritablement admis qu'il y ait eu imposture, refusant par conséquent de se reconnaître dupes. Avocat et écrivain franc-maçon,, Alec Mellor explique cette persistance par « ce phénomène fréquent dans la psychologie religieuse qu'est une certaine angoisse du sacrilège ; d'autant plus propre à prendre corps en pseudo-révélations fantastiques qu'elle est imprécise ».
Durant l'affaire Dreyfus, les antidreyfusards reprennent à leur compte certaines affabulations antimaçonniques de Léo Taxil. Ce dernier se démarque toutefois des mouvements antisémites en se présentant notamment aux élections contre le polémiste Édouard Drumont. Taxil finit par se retirer de la course électorale puis publie Monsieur Drumont en 1890, un pamphlet visant le président-fondateur de la Ligue antisémitique de France,. Cependant, certains proches collaborateurs de Taxil, dont  Charles Nicoullaud, ont joué un rôle de première importance dans la continuation de la mystification taxillienne dans les milieux anti judéo-maçonniques liées à la Revue internationale des sociétés secrètes (RISS).
Certains ouvrages marginaux exploitent par la suite les prétendues révélations de Taxil en défendant diverses théories du complot.
Le Mystère de Léo Taxil et la vraie Diana Vaughan, publié en 1930 aux éditions RISS sous le pseudonyme de « Spectator », prétend que Taxil a été manipulé par les Francs-maçons pour discréditer l'antimaçonnisme.
En 1934, Paquita de Shishmareff (sous le pseudonyme de Leslie Fry) publie Léo Taxil et la franc-maçonnerie. Lettres inédites publiées par les amis de Monseigneur Jouin (Chatou, British American Press). Antimaçonnique et antisémite, proche de l'extrême-droite, l'auteur prétend qu'un « fonds de vérité d'une importance incalculable [était] contenu dans les œuvres attribuées à Léo Taxil [...]. Que pour en déguiser la source et la portée, il eût, avec son cerveau de Méridional et son amour des tréteaux, inventé la mise en scène, cela n'enlèverait rien à l'authenticité de certaines révélations ».
Dans L'affaire Diana Vaughan - Léo Taxil au scanner (2002), un ou plusieurs auteurs anonymes renoue(nt) avec ces thèses antimaçonniques (défendues par « une poignée d'irréductibles dont nous sommes les héritiers », dixit) en affirmant que c'est l'« aveu » de Léo Taxil du 19 avril 1897 qui est faux et que le Palladisme tout comme Diana Vaughan auraient bien existé. L'ouvrage aurait été rédigé « en collaboration » avec une association portant le nom de William Morgan, prétendu « martyr antimaçonnique ». Massimo Introvigne émet un compte rendu critique de ce travail, suggérant qu'il provient probablement des milieux intégristes.
Antimaçonnique et antisémite, André de La Franquerie a défendu une autre théorie du complot, à savoir que Diana Vaughan a bel et bien existé mais qu'elle aurait été enlevée au moment de révéler son existence.
La fausse circulaire d’Albert Pike, datée du 14 juillet 1889, est un texte fréquemment ré-utilisé par les antimaçons comme preuve d’un culte luciférien dans la franc-maçonnerie. Le texte a été publié par Abel Clarin de La Rive dans La Femme et l’Enfant dans la Franc-Maçonnerie universelle, puis revendiqué par Léo Taxil dans sa conférence à la Société de Géographie.

## Littérature
L’affaire est un des thèmes du Cimetière de Prague d'Umberto Eco. Dans ce roman, Léo Taxil est manipulé par les services secrets français pour discréditer les milieux antimaçonniques ; en 1885, il accepte un pot de vin versé par les franc-maçons pour écrire une série d’ouvrages fantaisistes contre la franc-maçonnerie, avec la promesse que la vente de livres antimaçonniques lui rapportera plus encore. En 1897, il aurait à nouveau perçu de l’argent pour mettre fin à sa supercherie. Eco fait de Diana Vaughan un personnage réel (alors que son existence n’est pas prouvée dans la réalité) ; elle serait une aliénée souffrant d’un dédoublement de personnalité, alternant entre une sataniste qui décrit des rituels effrayants et une fervente catholique repentante. Diana Vaughan aurait servi de source aux écrits de Taxil, avant d’être assassinée à la fin de l’affaire.

### Œuvres liées au canular

#### Œuvres de Léo Taxil
- Léo Taxil, Les mystères de la Franc-maçonnerie dévoilés, Paris, Letouzey et Ané, 1886, 804 p..
- Léo Taxil, Révélations complètes sur la franc-maçonnerie : Les sœurs maçonnes, Paris, Letouzey et Ané, 1886, 388 p. (lire en ligne).
- Léo Taxil, Révélations complètes sur la franc-maçonnerie : Les frères Trois-Points, Paris, Letouzey et Ané, 1886, 880 p. (lire sur Wikisource).
- Léo Taxil, Révélations complètes sur la franc-maçonnerie : La culte du grand architecte, Paris, Letouzey et Ané, 1886, 416 p..
- Léo Taxil, Confessions d’un ex-libre-penseur, Paris, Letouzey et Ané, 1887, 406 p. (lire sur Wikisource).
- Léo Taxil et Paul Verdun, Les assassinats maçonniques, Paris, Letouzey et Ané éditeurs, 1889, 411 p. (lire en ligne).
- Léo Taxil, La Franc-maçonnerie dévoilée et expliquée, Paris, Letouzey et Ané, 1890, 318 p..
- Léo Taxil, Y a-t-il des femmes dans la franc-maçonnerie ?, Paris, H. Noirot, 1891, 404 p..
- Adolphe Ricoux, L’Existence des loges de femmes affirmée par Mgr Fava, évêque de Grenoble, et par Léo Taxil : recherches à ce sujet et réponse à M. Aug. Vacquerie, rédacteur du Rappel, Paris, Téqui, 1891, 104 p..
- Revue mensuelle religieuse, politique, scientifique : complément de la publication « Le Diable au xixe siècle », Paris, Pierre Peyre (lire en ligne) (janvier 1847-janvier 1897).
- Léo Taxil et Charles Hacks, Le diable au XIXe siècle : Les mystères du spiritisme : la Franc-maçonnerie luciférienne, révélations complètes sur le palladisme, la théurgie, la goétie et tout le satanisme moderne, magnétisme occulte, pseudo-spirites et vocates procédants, les médiums lucifériens, la cabale fin-de-siècle, magie de la Rose-Croix, les possessions à l'état latent, les précurseurs de l'anté-Christ, Paris, Delhomme et Briguet (lire en ligne).
- Léo Taxil, Mémoires d'une ex-palladiste parfaite, initiée, indépendante, Paris, Librairie antimaçonnique A. Pierret, 1895, 723 p. (lire en ligne)
- Diana Vaughan, Le 33e Crispi : un palladiste homme d'État démasqué, histoire documentée du héros depuis sa naissance jusqu'à sa deuxième mort, Paris, Librairie antimaçonnique A. Pierret, 1896, 499 p.
- Léo Taxil, Le labarum anti-maçonnique : statuts de l’ordre, déclaration de principes et grandes constitutions, cérémonial des grand’gardes, extraits du rituel des chevaliers du Sacré-Cœur, Paris, Librairie antimaçonnique A. Pierret, 1896, 48 p. (lire en ligne)

#### Œuvres de collaborateurs
Cette liste regroupe des ouvrages contemporains de l’affaire, reprenant les thèses de Léo Taxil.
- Paul Benoît, La Cité antichrétienne au xixe siècle, Paris, V. Palmé, 1886 (lire en ligne).
- Léon Meurin, La Franc-maçonnerie, synagogue de Satan, Paris, V. Retaux et fils, 1893, 557 p. (lire en ligne).
- Abel Clarin de la Rive, La femme et l’enfant dans la franc-maçonnerie universelle : D’après les documents officiels de la secte (1730-1893)., Paris, Delhomme et Briguet, 1894, 746 p. (lire en ligne).
- Jean Kostka, Lucifer démasqué, Paris, Delhomme et Briguet, 1894, 394 p. (lire en ligne).
- Domenico Margiotta, Souvenirs d'un trente-troisième, Adriano Lemmi, chef suprême des francs-maçons, Paris, Delhomme et Briguet, 1894, 368 p. (lire en ligne).
- Jules-Paul Tardivel, Pour la patrie : roman du xxe siècle, Montréal, Cadieux et Derome, 1895, 451 p. (lire sur Wikisource).
- Domenico Margiotta, Le Palladisme : culte de Satan-Lucifer dans les triangles maçonniques, Grenoble, H. Falque, 1895, 346 p. (lire en ligne).

### Sources primaires
- « Miss Diana Vaughan. le monde religieux mystifié », L'Observateur européen. Revue politique, littéraire, financière, commerciale et industrielle, no 28 (2e année), 19 décembre 1896, p. 354-355, [lire en ligne].
- Eugène Portalié, « Le Congrès antimaçonnique de Trente et la fin d’une mystification », Études, Paris,‎ 14 novembre 1896, p. 381-398 (lire sur Wikisource).
- Lionel Ratichaux, « Les impostures de Léo Taxil », Sept, Paris,‎ 1934 (lire sur Wikisource).

### Émissions
- https://www.franceinter.fr/emissions/la-marche-de-l-histoire/la-marche-de-l-histoire-06-mars-2017, émission du 6 mars 2017.